# Homo sapiens
Homme moderne, homme, humain, être humain
Pour les articles homonymes, voir Homo (homonymie), Sapiens, Homme et Humain.
Espèce
Répartition géographique
Statut de conservation UICN

 LC  : Préoccupation mineure
Homo sapiens, plus communément appelé « homme moderne », « homme », « Homme », « humain » ou « être humain », est une espèce de Primates originaire d'Afrique qui s'est aujourd'hui répandue et naturalisée sur l'ensemble de la Terre hormis l'Antarctique. Il appartient à la famille des Hominidés et est le seul représentant actuel du genre Homo, les autres espèces étant éteintes. Les plus anciens fossiles connus de cette espèce, découverts au Maroc, sur le site de Djebel Irhoud, sont datés d'environ 300 000 ans.
Parmi les Hominidés actuels, il se distingue du point de vue physiologique par un mode locomoteur au sol exclusivement bipède, son cerveau plus volumineux et sa pilosité moins développée. Il faut ajouter à ces critères l’existence d’une ménopause chez la femelle (femme), rare chez les autres Hominidés.
Du point de vue de l'éthologie, et par rapport au reste du règne animal, l'Homo sapiens se distingue par la complexité de ses relations sociales, l'utilisation d'un langage articulé élaboré transmis par l'apprentissage, la fabrication d'outils, le port de vêtements, la maîtrise du feu, la domestication de nombreuses espèces végétales et animales, ainsi que l'aptitude de son système cognitif à l'abstraction, à l'introspection et à la spiritualité. Certaines de ces caractéristiques étaient partagées par d'autres espèces du genre Homo.
Plus généralement, il se distingue de toute autre espèce animale par l'abondance et la sophistication de ses réalisations techniques et artistiques, l'importance de l'apprentissage et de l'apport culturel dans le développement de l'individu, mais aussi par l'ampleur des transformations qu'il opère sur les écosystèmes.
La science qui étudie les êtres humains actuels sous tous leurs aspects est l'anthropologie. Celle qui étudie son évolution est la paléoanthropologie.

## Étymologie et appellations

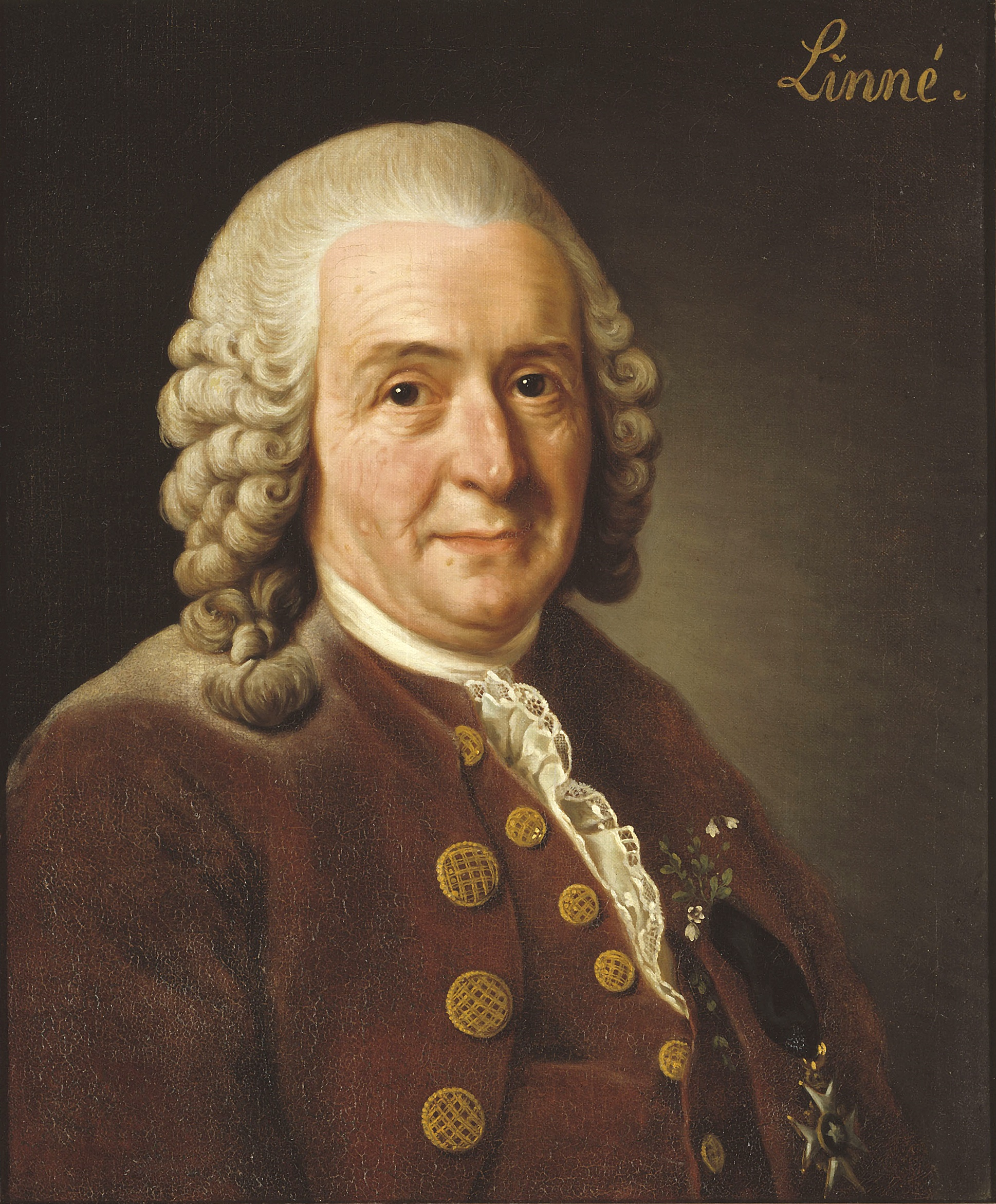
Le naturaliste suédois Carl von Linné en 1775.

L'espèce Homo sapiens fut décrite par Carl von Linné en 1758 dans la 10e édition de son ouvrage Systema naturae. Deux siècles plus tard, William Thomas Stearn désigna Linné lui-même comme lectotype de l'espèce,.
Le mot français « Homme » est une évolution du latin hominem, accusatif de homo (« être humain »), et peut faire référence à l'espèce Homo sapiens dans son ensemble (le nominatif homo a donné en français le pronom indéfini « on »). Sapiens est un adjectif latin signifiant « intelligent, sage, raisonnable, prudent », adjectif issu du participe présent du verbe sapere signifiant « avoir du goût, de la saveur, du jugement ».
Homo sapiens est aussi appelé « Homme », « Homme moderne », « humain » ou encore « être humain ». Le mot « homme » désigne aussi le mâle adulte, plus prosaïquement qualifié d'individu de sexe masculin. Le terme « femme » pour sa part désigne la femelle adulte. Les termes « garçon » et « fille » désignent respectivement le mâle et la femelle à leur stade infantile, et le terme « adolescent(e) » les désigne à leur stade pubère. « Père », « mère », « fils » et « fille » renvoient indifféremment à l'individu jeune ou adulte lorsque l'accent est mis sur la parentalité ou la filiation.
On emploie aussi le terme « humanité », au singulier, pour désigner l'espèce humaine dans son ensemble.
Dans le dernier quart du XXe siècle, l'espèce Homo sapiens a parfois été subdivisée en deux sous-espèces, l'Homme moderne dit Homo sapiens sapiens et l'Homme de Néandertal dit Homo sapiens neanderthalensis. Le consensus actuel classe à nouveau les deux groupes humains dans deux espèces séparées, l'Homme de Néandertal étant désormais dit Homo neanderthalensis, ce qui rend inutile le recours à une dénomination trinominale pour Homo sapiens. Si, à l'avenir, une véritable sous-espèce d'Homo sapiens est découverte, l'Homme moderne pourra retrouver une dénomination trinominale (avec ou non sapiens comme troisième terme).

## Classification phylogénétique
Homo sapiens fait partie, comme toute autre espèce du vivant, de plusieurs groupes emboîtés en cascade, dont chacun est caractérisé par un ou plusieurs caractères dérivés, qui s'ajoutent ou remplacent des caractères ancestraux.
Dans la classe des mammifères, l'espèce Homo sapiens fait partie des :
- Primates (pouce opposable, vision binoculaire…), au même titre que les lémuriens ;
- Haplorhiniens (plus de rhinarium, mais un nez), au même titre que les tarsiers ;
- Simiiformes (arrière des orbites crâniennes fermées), au même titre que les ouistitis ;
- Catarhiniens (narines dirigées vers le bas), au même titre que les colobes ou les babouins ;
- Hominoïdes (pas de queue), au même titre que les gibbons ;
- Hominidés (grande taille), au même titre que les orang-outans ;
- Homininés (euro-africains), au même titre que les gorilles ;
- Hominini (omnivores), au même titre que les chimpanzés et bonobos ;
- Hominina (bipèdes), au même titre que les ardipithèques, australopithèques, et paranthropes (tous éteints) ;
- Homo (gros cerveau), au même titre qu’Homo habilis, Homo ergaster, Homo erectus, ou Homo neanderthalensis (tous éteints).

Phylogénie des familles de singes, d'après Perelman et al. (2011) et Springer et al. (2012) :
| Cercopithecoidea | Cercopithecidae (Babouin, Macaque, Colobe…)                                                                   |
|                  | Cercopithecidae (Babouin, Macaque, Colobe…)                                                                   |
| Hominoidea       | \| \| Hylobatidae (Gibbon) \| \| \| \| \| \| Hominidae (Orang-outan, Gorille, Chimpanzé et Homme) \| \| \| \| |
|                  | \| \| Hylobatidae (Gibbon) \| \| \| \| \| \| Hominidae (Orang-outan, Gorille, Chimpanzé et Homme) \| \| \| \| |
|                  | Hylobatidae (Gibbon)                                                                                          |
|                  | |
|                  | Hominidae (Orang-outan, Gorille, Chimpanzé et Homme)                                                          |
|                  | |

|  | Hylobatidae (Gibbon)                                 |
|  |                                                      |
|  | Hominidae (Orang-outan, Gorille, Chimpanzé et Homme) |
|  |                                                      |

|  | Cebidae (Sapajou, Singes-écureuil, Ouistiti, Tamarin…)                                                  |
|  | |
|  | \| \| Pitheciidae (Saki, Ouakari, Titi…) \| \| \| \| \| \| Atelidae (Atèle, Singe-hurleur…) \| \| \| \| |
|  | |
|  | Pitheciidae (Saki, Ouakari, Titi…)                                                                      |
|  | |
|  | Atelidae (Atèle, Singe-hurleur…)                                                                        |
|  | |

|  | Pitheciidae (Saki, Ouakari, Titi…) |
|  |                                    |
|  | Atelidae (Atèle, Singe-hurleur…)   |
|  |                                    |

| Cercopithecoidea | Cercopithecidae (Babouin, Macaque, Colobe…)                                                                   |
|                  | Cercopithecidae (Babouin, Macaque, Colobe…)                                                                   |
| Hominoidea       | \| \| Hylobatidae (Gibbon) \| \| \| \| \| \| Hominidae (Orang-outan, Gorille, Chimpanzé et Homme) \| \| \| \| |
|                  | \| \| Hylobatidae (Gibbon) \| \| \| \| \| \| Hominidae (Orang-outan, Gorille, Chimpanzé et Homme) \| \| \| \| |
|                  | Hylobatidae (Gibbon)                                                                                          |
|                  | |
|                  | Hominidae (Orang-outan, Gorille, Chimpanzé et Homme)                                                          |
|                  | |

|  | Hylobatidae (Gibbon)                                 |
|  |                                                      |
|  | Hominidae (Orang-outan, Gorille, Chimpanzé et Homme) |
|  |                                                      |

|  | Cebidae (Sapajou, Singes-écureuil, Ouistiti, Tamarin…)                                                  |
|  | |
|  | \| \| Pitheciidae (Saki, Ouakari, Titi…) \| \| \| \| \| \| Atelidae (Atèle, Singe-hurleur…) \| \| \| \| |
|  | |
|  | Pitheciidae (Saki, Ouakari, Titi…)                                                                      |
|  | |
|  | Atelidae (Atèle, Singe-hurleur…)                                                                        |
|  | |

|  | Pitheciidae (Saki, Ouakari, Titi…) |
|  |                                    |
|  | Atelidae (Atèle, Singe-hurleur…)   |
|  |                                    |

Phylogénie des genres actuels d'hominidés, d'après Shoshani et al. (1996) et Springer et al. (2012) :
| Gorillini | Gorilla (Gorille)                                                                                             |
|           | Gorilla (Gorille)                                                                                             |
| Hominini  | \| Panina \| Pan (Chimpanzé) \| \| \| Pan (Chimpanzé) \| \| Hominina \| Homo (Homme) \| \| \| Homo (Homme) \| |
|           | \| Panina \| Pan (Chimpanzé) \| \| \| Pan (Chimpanzé) \| \| Hominina \| Homo (Homme) \| \| \| Homo (Homme) \| |
| Panina    | Pan (Chimpanzé)                                                                                               |
|           | Pan (Chimpanzé)                                                                                               |
| Hominina  | Homo (Homme)                                                                                                  |
|           | Homo (Homme)                                                                                                  |

| Panina   | Pan (Chimpanzé) |
|          | Pan (Chimpanzé) |
| Hominina | Homo (Homme)    |
|          | Homo (Homme)    |

| Gorillini | Gorilla (Gorille)                                                                                             |
|           | Gorilla (Gorille)                                                                                             |
| Hominini  | \| Panina \| Pan (Chimpanzé) \| \| \| Pan (Chimpanzé) \| \| Hominina \| Homo (Homme) \| \| \| Homo (Homme) \| |
|           | \| Panina \| Pan (Chimpanzé) \| \| \| Pan (Chimpanzé) \| \| Hominina \| Homo (Homme) \| \| \| Homo (Homme) \| |
| Panina    | Pan (Chimpanzé)                                                                                               |
|           | Pan (Chimpanzé)                                                                                               |
| Hominina  | Homo (Homme)                                                                                                  |
|           | Homo (Homme)                                                                                                  |

| Panina   | Pan (Chimpanzé) |
|          | Pan (Chimpanzé) |
| Hominina | Homo (Homme)    |
|          | Homo (Homme)    |

Les grands singes génétiquement les plus proches de l'Homme moderne sont les deux espèces de Chimpanzés : Pan troglodytes (le Chimpanzé commun) et Pan paniscus (le Bonobo). Le génome de l'Homme moderne (d'une longueur approximative de 3,2 milliards de paires de nucléotides) ne diffère que de 1,2 % de celui des chimpanzés,, (soit quand même 38,4 millions de paires de nucléotides).
Selon la plupart des paléoanthropologues, la divergence entre Hominina et Panina (lignée des chimpanzés) remonterait à au moins 7 millions d'années.

## Histoire évolutive

### Des Hominina au genreHomo
Les plus anciens Hominina identifiés à ce jour sont Sahelanthropus tchadensis, daté de 7 millions d'années, découvert en 2001 au Tchad, et Orrorin tugenensis, daté de 6 millions d'années, découvert en 2000 au Kenya. Les Grécopithèques, représentés par deux fossiles datés de plus de 7 millions d'années pourraient aussi figurer parmi les Hominina. Plus récemment, une nouvelle espèce découverte en 2015, Danuvius guggenmosi, présente des similarités avec les Hominina ; elle vivait en Allemagne il y a 11,62 millions d'années,.
Le genre Australopithèque, apparu vers 4,2 millions d'années en Afrique de l'Est, a formé de nombreuses espèces en Afrique, du Pliocène jusqu'au début du Pléistocène. La découverte de l'australopithèque Lucy en 1974 en Éthiopie, datée de 3,2 millions d'années, à la bipédie affirmée mais dotée d'un cerveau de faible volume (seulement légèrement plus gros que celui des chimpanzés), a confirmé, après l'enfant de Taung découvert en 1924 en Afrique du Sud, que la bipédie était de loin plus ancienne que l'augmentation du volume cérébral. Des empreintes de pas fossilisées datant de 3,66 Ma, trouvées à Laetoli en Tanzanie, montrent cependant une bipédie encore archaïque chez les Australopithèques.
Il y a près de 3 millions d'années, en réaction à un probable assèchement du climat en Afrique de l'Est, il semble se produire une divergence évolutive, donnant d'un côté les Paranthropes et de l'autre le genre Homo. La sélection naturelle pourrait avoir joué un rôle significatif par l'adaptation à un couvert végétal de moins en moins arboré.

### D'Homo habilisàHomo sapiens
Le plus ancien fossile attribué au genre Homo (découvert en 2013 en Éthiopie et désigné sous le code LD 350-1) est une mandibule fragmentaire datée d'environ 2,8 millions d'années. Elle montre des caractères intermédiaires entre les Australopithèques et Homo habilis.
À partir d'environ 2 millions d'années, les fossiles d'Homo ergaster attestent d'une bipédie devenue exclusive, avec des membres antérieurs nettement plus courts que les membres postérieurs et la présence d'une voûte plantaire. Les jambes sont plus longues que la hauteur du torse et adaptées à la marche d'endurance et à la course. Des traces de pas comparables à celles de l'Homme moderne et datant de 1,51 à 1,52 million d'années ont notamment été trouvées à Ileret, au Kenya.
De manière générale, tout au long de l'évolution humaine, le squelette devient de plus en plus gracile, alors que les Homo archaïques ont des squelettes robustes.
L'évolution vers Homo sapiens se caractérise par les éléments suivants :
- expansion de la boite crânienne et du volume du cerveau, de 600 cm3 chez Homo habilis à 1 350 cm3 en moyenne chez l'Homme moderne (de 3 à 4 fois celui des chimpanzés). Pour certains anthropologues, la modification de la structure du cerveau a été plus importante encore que l'augmentation de sa taille ;
- réduction du prognathisme ;
- réduction de la denture ;
- descente du larynx, ce qui a permis le développement du langage articulé ;
- réduction de l'appareil digestif, favorisée par la préparation préalable de la nourriture puis par sa cuisson.

L'un des éléments caractérisant le processus évolutif ayant accompagné l'émergence d’Homo sapiens serait la néoténie, c'est-à-dire une modification héréditaire du phénotype consistant en une persistance de caractères juvéniles à l'âge adulte. Certaines caractéristiques de la physiologie et de l'éthologie humaine actuelles seraient directement liées à la néoténie.
L'enchaînement des différentes espèces humaines depuis quelque 2,5 millions d'années demeure un sujet de débat chez les spécialistes, faute de fossiles en nombre suffisant qui puissent permettre de proposer une phylogénie consensuelle. Seules les espèces humaines les plus récentes peuvent faire l'objet d'hypothèses sérieuses, notamment grâce aux récentes avancées de la paléogénétique.
Phylogénie des espèces récentes du genre Homo, 
d'après Strait, Grine & Fleagle (2015),
et Meyer & al. (2016) :
|  | Homo heidelbergensis †                                                          |
|  |                                                                                 |
|  | \| \| Homo denisovensis † \| \| \| \| \| \| Homo neanderthalensis † \| \| \| \| |
|  |                                                                                 |
|  | Homo denisovensis †                                                             |
|  |                                                                                 |
|  | Homo neanderthalensis †                                                         |
|  |                                                                                 |

|  | Homo denisovensis †     |
|  |                         |
|  | Homo neanderthalensis † |
|  |                         |

|  | Homo rhodesiensis † |
|  |                     |
|  | Homo sapiens        |
|  |                     |

|  | Homo heidelbergensis †                                                          |
|  |                                                                                 |
|  | \| \| Homo denisovensis † \| \| \| \| \| \| Homo neanderthalensis † \| \| \| \| |
|  |                                                                                 |
|  | Homo denisovensis †                                                             |
|  |                                                                                 |
|  | Homo neanderthalensis †                                                         |
|  |                                                                                 |

|  | Homo denisovensis †     |
|  |                         |
|  | Homo neanderthalensis † |
|  |                         |

|  | Homo rhodesiensis † |
|  |                     |
|  | Homo sapiens        |
|  |                     |

|  | Homo heidelbergensis †                                                          |
|  |                                                                                 |
|  | \| \| Homo denisovensis † \| \| \| \| \| \| Homo neanderthalensis † \| \| \| \| |
|  |                                                                                 |
|  | Homo denisovensis †                                                             |
|  |                                                                                 |
|  | Homo neanderthalensis †                                                         |
|  |                                                                                 |

|  | Homo denisovensis †     |
|  |                         |
|  | Homo neanderthalensis † |
|  |                         |

|  | Homo rhodesiensis † |
|  |                     |
|  | Homo sapiens        |
|  |                     |

|  | Homo heidelbergensis †                                                          |
|  |                                                                                 |
|  | \| \| Homo denisovensis † \| \| \| \| \| \| Homo neanderthalensis † \| \| \| \| |
|  |                                                                                 |
|  | Homo denisovensis †                                                             |
|  |                                                                                 |
|  | Homo neanderthalensis †                                                         |
|  |                                                                                 |

|  | Homo denisovensis †     |
|  |                         |
|  | Homo neanderthalensis † |
|  |                         |

|  | Homo rhodesiensis † |
|  |                     |
|  | Homo sapiens        |
|  |                     |

|  | Homo heidelbergensis †                                                          |
|  |                                                                                 |
|  | \| \| Homo denisovensis † \| \| \| \| \| \| Homo neanderthalensis † \| \| \| \| |
|  |                                                                                 |
|  | Homo denisovensis †                                                             |
|  |                                                                                 |
|  | Homo neanderthalensis †                                                         |
|  |                                                                                 |

|  | Homo denisovensis †     |
|  |                         |
|  | Homo neanderthalensis † |
|  |                         |

|  | Homo rhodesiensis † |
|  |                     |
|  | Homo sapiens        |
|  |                     |

|  | Homo heidelbergensis †                                                          |
|  |                                                                                 |
|  | \| \| Homo denisovensis † \| \| \| \| \| \| Homo neanderthalensis † \| \| \| \| |
|  |                                                                                 |
|  | Homo denisovensis †                                                             |
|  |                                                                                 |
|  | Homo neanderthalensis †                                                         |
|  |                                                                                 |

|  | Homo denisovensis †     |
|  |                         |
|  | Homo neanderthalensis † |
|  |                         |

|  | Homo rhodesiensis † |
|  |                     |
|  | Homo sapiens        |
|  |                     |

|  | Homo heidelbergensis †                                                          |
|  |                                                                                 |
|  | \| \| Homo denisovensis † \| \| \| \| \| \| Homo neanderthalensis † \| \| \| \| |
|  |                                                                                 |
|  | Homo denisovensis †                                                             |
|  |                                                                                 |
|  | Homo neanderthalensis †                                                         |
|  |                                                                                 |

|  | Homo denisovensis †     |
|  |                         |
|  | Homo neanderthalensis † |
|  |                         |

|  | Homo rhodesiensis † |
|  |                     |
|  | Homo sapiens        |
|  |                     |

|  | Homo heidelbergensis †                                                          |
|  |                                                                                 |
|  | \| \| Homo denisovensis † \| \| \| \| \| \| Homo neanderthalensis † \| \| \| \| |
|  |                                                                                 |
|  | Homo denisovensis †                                                             |
|  |                                                                                 |
|  | Homo neanderthalensis †                                                         |
|  |                                                                                 |

|  | Homo denisovensis †     |
|  |                         |
|  | Homo neanderthalensis † |
|  |                         |

|  | Homo rhodesiensis † |
|  |                     |
|  | Homo sapiens        |
|  |                     |

### Caractères spécifiques

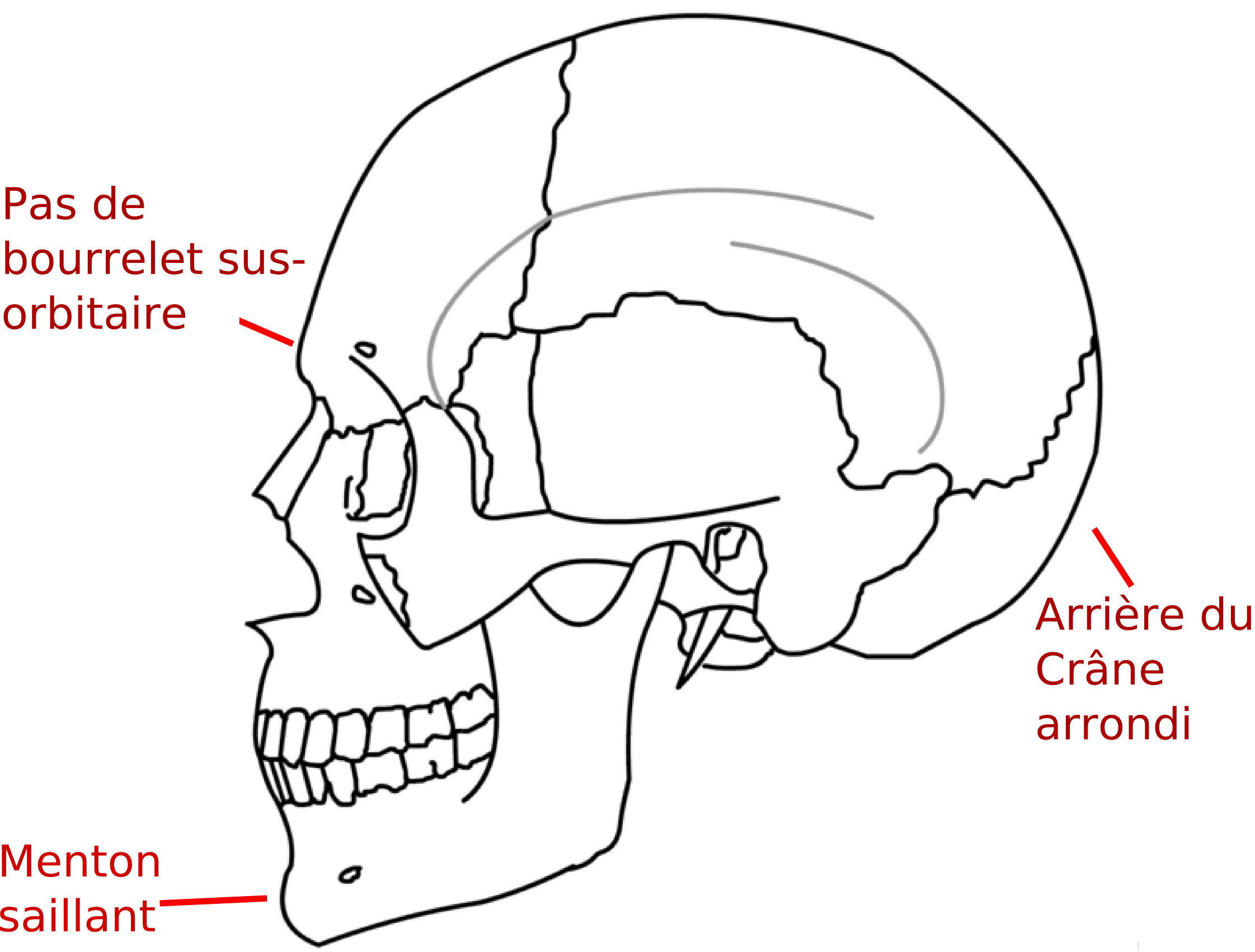
Les caractères dérivés propres au crâne humain.

Pour les paléoanthropologues, les ossements fossiles du genre Homo peuvent être attribués à Homo sapiens s'ils présentent un certain nombre de critères distinctifs, dont les plus importants sont un volume endocrânien supérieur à 1 300 cm3, une face réduite sous la boite crânienne, un angle facial compris entre 82 et 88° (prognathisme faible à nul), un bourrelet sus-orbitaire réduit, et un menton osseux saillant.
Le volume cérébral d'Homo sapiens, qui est en moyenne aujourd'hui chez l'humain moderne de 1 350 cm3, était plus élevé au Paléolithique supérieur, sans atteindre toutefois le volume cérébral moyen de l'Homme de Néandertal. La réduction du volume global du cerveau se serait accompagnée d'une réorganisation des aires cérébrales aux conséquences plus importantes que la variation du volume brut.

### Fossiles

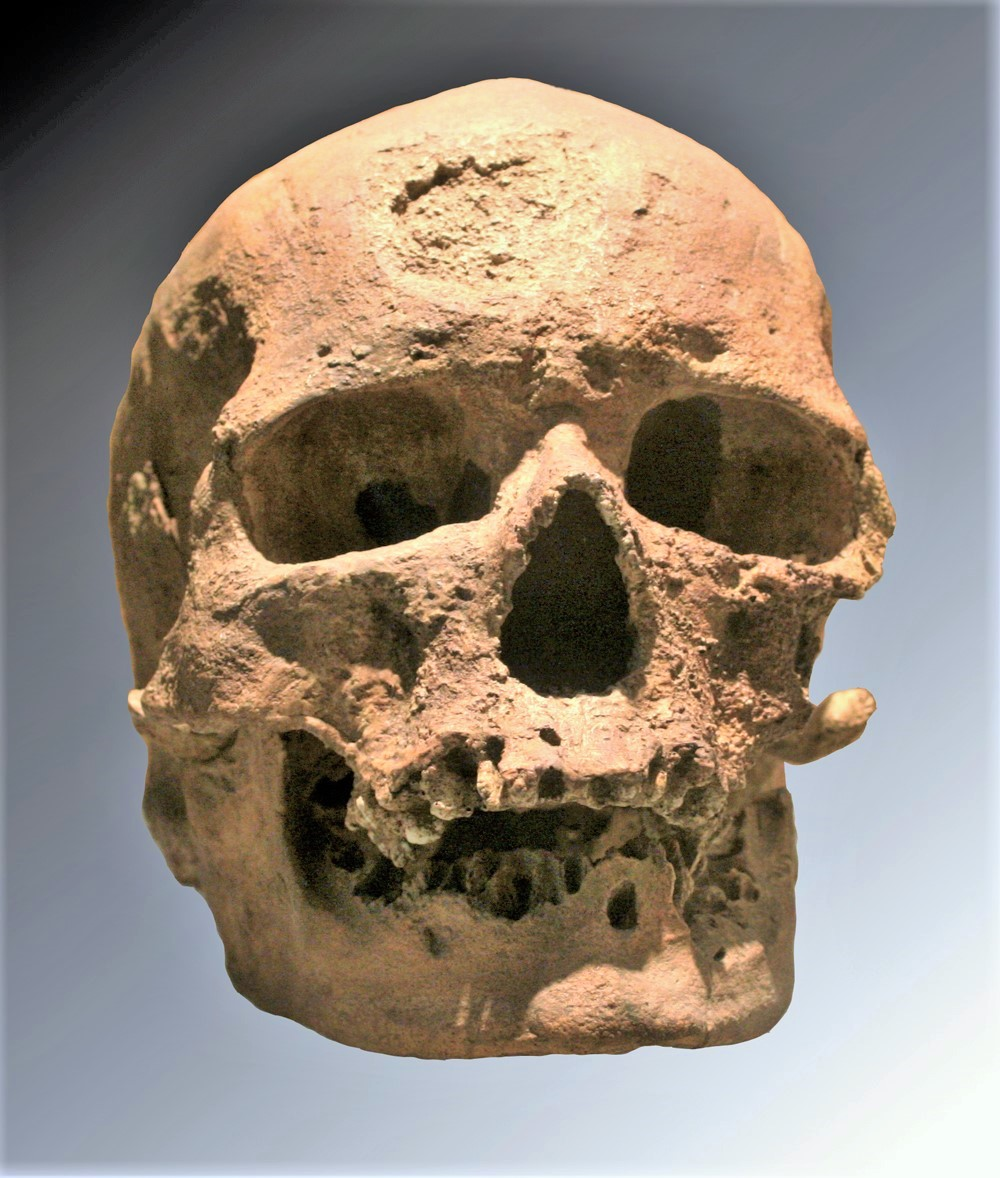
« L'Homme de Cro-Magnon », découvert en 1868 par Louis Lartet, est le premier représentant fossile dHomo sapiens identifié en Europe. Il est daté de 28000 ans.

Historiquement, les premiers restes fossiles d'Homo sapiens ont été découverts en 1823 au Pays de Galles : il s'agit de la Dame rouge de Paviland. Puis, des restes ont été découverts en 1829 à Engis, en Belgique, dans les grottes Schmerling, en même temps que les premiers restes néandertaliens. Mais dans les deux cas, ils n'ont pas été reconnus lors de leur découverte comme des restes fossiles d'Homo sapiens. C'est Louis Lartet qui, en mettant au jour en 1868 en Dordogne les fossiles de l'Homme de Cro-Magnon, datés de 28 000 ans, fait reconnaître pour la première fois l'ancienneté d'Homo sapiens.

#### Des fossiles de plus en plus vieux
- En 2017 est annoncée la découverte sur le site marocain de Djebel Irhoud de fossiles d'Homo sapiens datés d'environ 300 000 ans, ce qui augmente de plus de 100 000 ans la date d'apparition antérieurement admise pour Homo sapiens[22],[23].
- En 2018, un demi-maxillaire d'Homo sapiens, découvert dans la grotte de Misliya (Israël) en 2002, est daté d'environ 185 000 ans, ce qui recule d'environ 70 000 ans la première sortie d'Afrique connue[24],[25].
- En 2019, le crâne Apidima 1, découvert en 1978 dans la grotte d'Apidima (au sud de la Grèce), est daté d'environ 210 000 ans, toutefois l'état du crâne ne permet pas une attribution certaine au genre Homo sapiens.   Notons que cette date reculerait d'environ 160 000 ans l'âge de l'arrivée des premiers Homo sapiens en Europe[26],[27].

#### Liste de fossiles
On a déjà découvert de nombreux fossiles d'Homo sapiens plus ou moins archaïques, en Afrique et, de plus en plus, hors d'Afrique. Les fossiles suivants lui sont généralement attribués (non exhaustif) :
Fossiles datés entre 300 000 et 150 000 ans
- Homme de Djebel Irhoud : Maroc, 300 ka[22],[23]
- Homme de Florisbad : Afrique du Sud, 260 ka[28]
- Homme de Kibish : Éthiopie, 233 ka[29]
- Apidima 1 : Grèce, 210 ka (l'attribution de ce fossile de crâne au genre Homo sapiens est incertaine) [27]
- Homme d'Eliye Springs : Kenya, 200 à 300 ka[30]
- Homme de Ngaloba (LH 18) : Tanzanie, au moins 200 ka[30]
- Homme de Misliya : Israël, 185 ka[25]
- Homme de Herto : Éthiopie, 157 ka[31]

Fossiles datés entre 150 000 et 100 000 ans
- Homme de Sinja : Soudan, 133 ka
- Homme de Skhul : Israël, 115 ka
- Homme de Zhiren (en) : Chine, 110 ka

En 2015, le site de Fuyan (en) en Chine a livré 47 dents datées d'au moins 80 000 ans et appartenant à Homo sapiens.
Huit dents trouvées dans la grotte de Qesem, à proximité de Tel Aviv-Jaffa, dont les plus vieilles seraient datées d'environ 400 000 ans, auraient éventuellement des affinités avec Homo sapiens, hypothèse étudiée par M. Gopher et son équipe, mais elles ne peuvent être attribuées de façon certaine.
En 2018 sont découverts sur le site de Nwya Devu (en) des fossiles d'Homo sapiens qui ont colonisé le plateau tibétain, à 4 600 m d'altitude, il y a 30 à 40 000 ans. Il s’agit de la plus ancienne présence connue d'Homo sapiens à haute altitude.
Les fossiles européens les plus anciens sont des fragments d'os et de dents trouvés dans la grotte Mandrin en France et dans la grotte de Bacho Kiro en Bulgarie, datés respectivement à 54 000 ans  et 46 790 ans (cal AP),.

### Émergence et évolution de l'espèce
Les études génétiques basées sur la comparaison de l'ADN nucléaire de différentes populations humaines actuelles indiquent que notre espèce Homo sapiens se serait constituée en Afrique il y a environ 300 000 ans de l'hybridation de deux groupes d'humains (Homo) qui ont divergé il y a 1,5 million d'années. Le groupe prépondérant (80 %) a connu un goulet d'étranglement démographique dès son émergence (ce qui a pu favoriser son évolution). Il a conduit aux espèces récentes dont la lignée néandersovienne (Néandertaliens et Dénisoviens, qui s'est détachée plus tôt, vers 650 000 AP). Le groupe minoritaire (20 %) aurait joué un rôle clé dans le développement cognitif de notre espèce. Entre 300 000 à 60 000 ans avant le présent on observe un brassage de différentes ramifications d'humains modernes (Homo sapiens) à travers l'Afrique. Par la suite, Homo sapiens aurait quitté l'Afrique principalement entre 70 000 et 50 000 ans pour se répandre dans toute l'Eurasie — puis ultérieurement en Amérique — en supplantant les espèces humaines antérieures, Néandertaliens en Europe et Denisoviens en Asie, avec lesquelles ils ont néanmoins pu s'hybrider, ce qui a favorisé leur adaptation aux nouveaux environnements rencontrés. Cette influence néandertalienne s'est ensuite rétrodiffusée en Afrique.

#### Évolution des théories sur l'émergence d'Homo sapiens
La vision de l’émergence d'Homo sapiens a évolué depuis les années 1980. Parmi les différents modèles proposés, on distingue :
- le modèle multirégionaliste, un temps défendu par certains chercheurs, proposait une émergence à partir de populations archaïques différentes selon les régions, en faisant notamment de l'Homme de Pékin l'ancêtre des Asiatiques actuels ; la génétique n'apporte aucun soutien à cette théorie obsolète ;
- le modèle de l'origine africaine récente est la théorie dominante depuis les années 1980 ; elle considère qu’Homo sapiens est une petite communauté apparue il y a 100 000 à 200 000 ans dans un foyer originel présumé, vraisemblablement en Afrique orientale ou australe, d'où il serait parti à la conquête du monde en remplaçant les populations plus archaïques ; cette datation approximative n'est pas du même ordre que les découvertes de fossiles ou de vestiges archéologiques plus anciens attribués à Homo sapiens[42],[43], qui ne seraient pas nécessairement représentatifs de la population qui forme le « dernier ancêtre commun » de l'humanité actuelle ; cette théorie est par ailleurs confrontée au maintien d'allèles anciens, peu compatible avec une population de petite taille ;
- le modèle d'une métapopulation panafricaine[44],[45], émergeant dans les années 2010, considère que notre espèce a évolué dans le cadre d'un réseau complexe d'interactions entre des populations africaines vivant dans différentes régions du continent ; ce modèle permet d'expliquer certains traits archéologiques (anatomiques, culturels) ou génétiques suggérant une évolution humaine plus buissonnante. En 2020, à la suite du séquençage du génome de chasseurs-cueilleurs de la grotte de Shum Laka, on identifie « au moins quatre grandes lignées humaines très anciennes qui ont contribué à la variation des populations vivant actuellement, et qui ont divergé il y a environ 250 000 à 200 000 ans »[46],[47],[39].

#### Diversité génétique
La diversité génétique humaine actuelle s'est construite à partir de trois principaux évènements radiatifs en Afrique :
- le plus ancien conduit au rayonnement, il y a 250 000 à 200 000 ans, de quatre grandes lignées humaines que sont celles des populations de chasseurs-cueilleurs d'Afrique australe (Khoïsan, haplogroupe L0) et centrale (Pygmées, haplogroupe L1) mais aussi de deux lignées se recroisant chez les Africains de l'Ouest actuels et chez les chasseurs-cueilleurs de l'est africain (grotte de Mota[réf. nécessaire], Hadza et Sandawe) ; la lignée ouest-africaine récente garde aussi la trace d'une lignée plus archaïque (haplogroupe A00) ;
- un rayonnement, il y a 80 000 à 60 000 ans, conduisant aux Éthiopiens, Africains de l'Est et Africains de l'Ouest (haplogroupe L2), peu avant la divergence entre africains de l'Est et outrafricains partis à la conquête de l'Eurasie et de l'Océanie ; cette dernière ramification est cohérente avec la diversification de l'haplogroupe L3 de l'ADN mitochondrial, qui a probablement son origine en Afrique de l'Est il y a quelque 70 000 ans, et potentiellement avec l'origine du clade CT du chromosome Y ;
- enfin, en Afrique, un rayonnement plus récent conduisant aux populations actuelles de l'Afrique de l'Ouest dont les Bantous.

#### Hybridation avec des humains archaïques
Plusieurs autres espèces du genre Homo, l'Homme de Néandertal, l'Homme de Denisova, l'Homme de Florès, ont été contemporaines d’Homo sapiens, avec lequel certaines d'entre elles ont pu coexister pendant des milliers d'années avant de s'éteindre.
Selon de nombreuses études génétiques publiées depuis 2010, des croisements ont eu lieu entre espèces humaines. On relève en particulier environ 1,8 % d'ADN néandertalien chez les populations non africaines modernes.
Bien qu'Homo sapiens et Homo neanderthalensis soient désormais considérés comme deux espèces distinctes, il s'est produit une hybridation entre Sapiens et Néandertal il y a 50 000 à 70 000 ans au Proche-Orient, produisant aujourd'hui un héritage de 1,8 à 2,6 % de gènes néandertaliens chez tous les non-Africains. Le séquençage des humains Ranis13 et de Zlatý kůň (en) a mis en évidence un seul épisode d'hybridation qui s’est étalé entre 50 500 et 43 500 ans AP et concerne l'ensemble des populations outrafricaines,.
Depuis, l'ADN néandertalien a pu se rétrodiffuser en Afrique. Certains de ces gènes, sélectionnés positivement par les Africains, améliorent leur immunité ou les protègent contre le rayonnement ultraviolet. Une partie des gènes qu'ils partagent avec les Néandertaliens (0,3 % en moyenne) provient de migrations eurasiatiques relativement récentes. L'autre témoigne en fait d'une transmission de gènes d'Africains à Néandertaliens, probablement il y a plus de 100 000 ans au Moyen-Orient lors d'une première tentative d'émigration hors d'Afrique. Cependant, cette affirmation selon laquelle l'ascendance néandertalienne se trouve généralement parmi les Africains subsahariens est contestée par certains généticiens, comme David Reich.
Plusieurs études publiées depuis 2010, basées sur le séquençage de l'ADN nucléaire extrait d'une phalange et de dents dénisoviennes, indiquent que l'Homme de Denisova a contribué à hauteur de 4 à 6 % au génome des Mélanésiens et Aborigènes d'Australie actuels, et aurait été relativement répandu en Asie à la fin du Pléistocène,,. Une étude de 2014 montre qu'une partie du matériel génétique de Denisova a été sélectionnée chez Homo sapiens pour s'adapter à la haute altitude. Un variant du gène EPAS1 provenant des Dénisoviens améliore le transport d'oxygène et est présent uniquement chez les Tibétains et chez les Chinois Han dans une moindre proportion.

## Anatomie

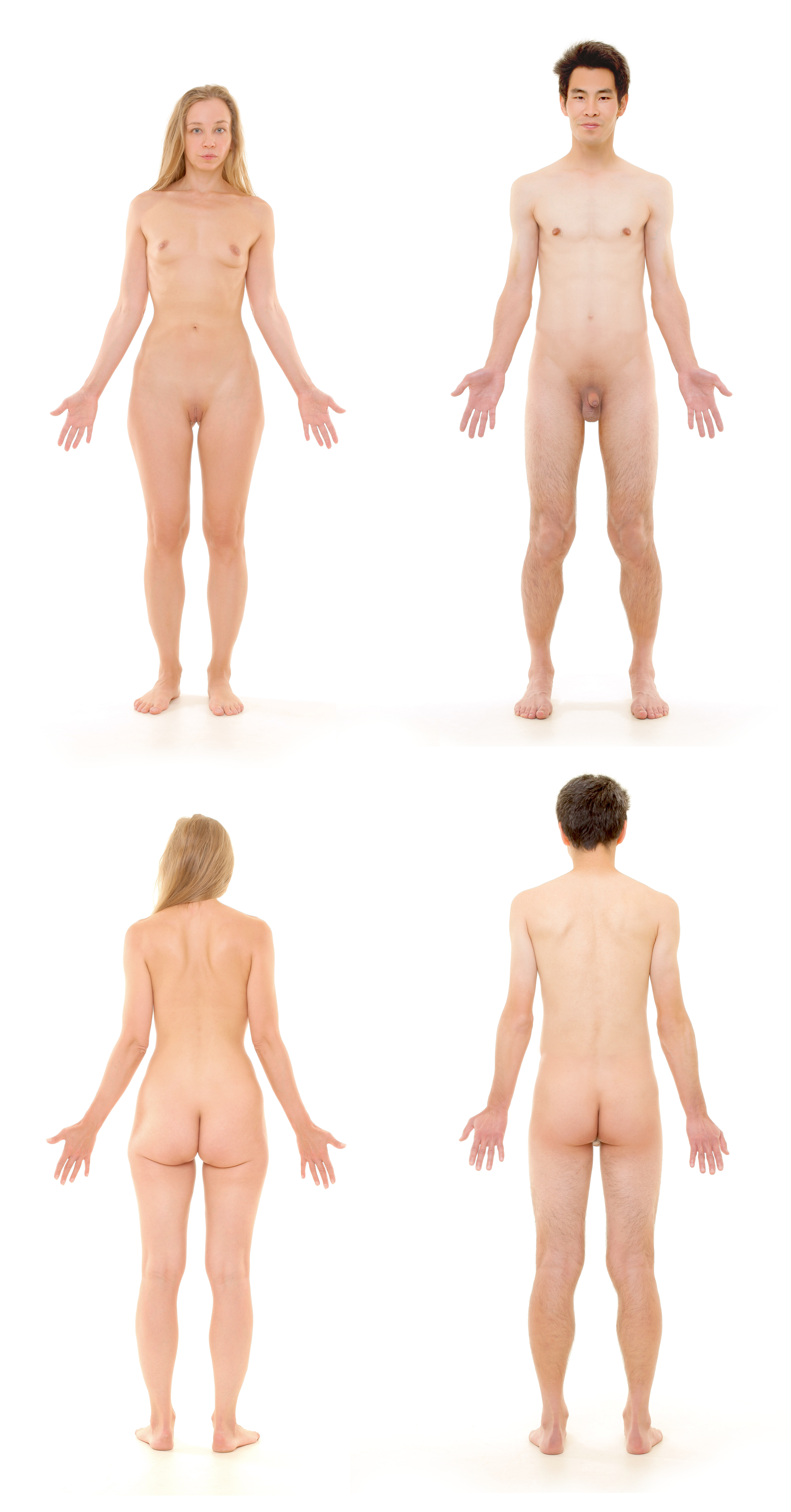
Corps humains nus, féminin (rasé aux aisselles et au pubis, jambes épilées), et masculin (cheveux coupés court, rasé aux joues, au menton, aux aisselles et au pubis), de face et de dos.

Homo sapiens est un hominidé dont la caractéristique physique la plus manifeste est sa station debout : la colonne vertébrale est redressée et les membres antérieurs ne s'appuient pas sur le sol. Il fait partie des très rares mammifères adoptant ce mode de locomotion.
Un humain adulte mesure de 1,40 à 2 m, mais cet écart peut s'étendre d'environ 70 cm à environ 2,70 m, dans les deux extrêmes du nanisme et du gigantisme. La taille est influencée par des facteurs environnementaux, tels que la disponibilité de la nourriture, mais aussi par le caryotype constitutionnel. Ainsi, toutes autres choses égales par ailleurs, les femmes au caryotype 46,XX sont plus petites que les hommes au caryotype 46,XY, qui eux-mêmes sont plus petits que les hommes atteints du syndrome de Klinefelter (47,XXY) ou du syndrome 47,XYY. Les femmes au caryotype 46,XX sont aussi plus petites que les femmes atteintes du syndrome triple X. De façon générale, la taille semble croître avec le nombre de chromosomes sexuels.
Le poids moyen est d'environ 62 kg. Les données individuelles varient beaucoup autour des moyennes, avec une forte influence de facteurs environnementaux, alimentaires et comportementaux. Les moyennes elles-mêmes varient beaucoup selon les populations et les époques. Les hommes sont en moyenne 12 centimètres plus grands que les femmes.
La pilosité humaine est réduite par rapport à celle des autres primates ; elle est essentiellement limitée à certaines parties du corps (cuir chevelu, aisselles et pubis).
La couleur de la peau humaine présente une grande variété (noire, brune, beige ou rosée très claire), liée à la présence plus ou moins abondante de mélanine, un pigment brun filtrant les rayons ultraviolets. La peau humaine est plus foncée dans la zone intertropicale. Cette variété de pigmentation est une adaptation génétique aux différences d'ensoleillement selon les zones géographiques. En Afrique, les albinos ont ainsi un risque accru de cancers de la peau.
L'humain a besoin du soleil pour synthétiser la vitamine D. Plus il s’est trouvé sous des latitudes faiblement ensoleillées, plus sa peau s’est éclaircie, ce qui facilite la production de vitamine D. La peau noire a en revanche un très haut pouvoir filtrant face aux UV. La dépigmentation a suivi la migration des populations humaines vers les zones septentrionales de la planète.
La peau humaine se ride, s’amincit et perd son élasticité avec l’âge (un test consiste à pincer et à tirer légèrement la peau du dessus de la main ouverte et à mesurer le temps qu'elle met pour reprendre son aspect normal une fois relâchée : l’écart entre un sujet jeune et un sujet âgé est d'environ une seconde). Des pratiques à visée ornementale ou rituelle peuvent modifier l'aspect de la peau et y faire apparaître des motifs divers.
Caractères sexuels secondaires : la pilosité est moindre sur le corps féminin, à l'exception notable du cuir chevelu. En effet, le cycle de vie des cheveux est de cinq ans chez la femme, et de trois ans chez l'homme. Les cheveux poussent aussi plus rapidement chez la femme, ce qui, combiné à des facteurs culturels, peut expliquer que sa chevelure soit souvent plus longue que celle de l'homme. La femme a des seins proéminents en dehors même des périodes de gestation et d’allaitement, une tessiture vocale haute, un bassin plus large et un rapport taille / hanche inférieur. La pilosité masculine est généralement chez l'adulte plus abondante, le bassin est étroit, la musculature plus puissante, la voix plus grave, etc. Toute considération ethnique mise à part, la couleur de la peau est plus sombre chez l'homme que chez la femme. Cette différence serait due à l'influence de certains œstrogènes sur la sécrétion de mélanine.
L’humain porte généralement des vêtements, recouvrant presque toujours au moins les parties génitales. Le port de vêtements pourrait, selon une analyse comparative des génomes du pou et du morpion, remonter à environ 170 000 ans.

## Génétique

### Caryotype
Les êtres humains ont 23 paires de chromosomes, dont une paire de chromosomes sexuels XX ou XY. Selon le système XY de détermination sexuelle, les individus de type XY sont mâles et ceux de type XX sont femelles.

### Diversité
Le génome des humains est identique à 99,9%, soit un niveau de similitude qui ne se trouve que rarement chez les mammifères. Cette similitude est explicable par la relative jeunesse de l'espèce et le brassage des populations. Celle-ci est encore plus faible entre eurasiens, sortis d'Afrique il y a moins de 60 000 ans. À titre de comparaison, on constate une variation de 1,2% du génome entre humains d'une part, et bonobos et chimpanzés d'autre part.
Plusieurs théories concurrentes de goulot d'étranglement génétique ont été émises depuis les années 1990 afin de tenter d'expliquer la faible diversité génétique de l'humanité actuelle,, mais ces théories ne sont pas confirmées par l'état actuel de la science, selon lequel l'effet fondateur suffit à expliquer cette faible diversité,.
Une étude, publiée en 2008 dans la revue Science, a été réalisée sur l'ADN de plus d'un millier d'individus : la comparaison de 650 000 nucléotides chez 938 individus (non apparentés) appartenant à 51 ethnies a estimé que 89% de la variation entre individus était contenue à l'intérieur des populations, pour 9% entre continents et 2% entre populations d'un même continent. La génétique permet donc d'identifier l'origine géographique des individus en se basant sur la présence de mutations sur certains allèles,.
L'hétérozygotie diminue au fur et à mesure que la distance avec l'Afrique subsaharienne augmente, ce qui confirme l'origine africaine des humains actuels. Par ailleurs d'une manière générale, plus deux individus sont nés dans des lieux éloignés géographiquement plus ils sont différents génétiquement, à l'exception du continent africain, qui recèle la plus grande diversité génétique entre les individus. Cependant, l'histoire des migrations humaines durant la période historique doit aussi être prise en compte pour pondérer cette règle générale.

## Biologie

### Métabolisme
Par rapport aux autres primates, l'humain serait « hypermétabolique ». On a longtemps pensé que les singes et humains brûlaient leurs calories à la même vitesse et les premières études concernaient en outre des individus au repos.
En 2010 des études métaboliques ont surpris en montrant que l'orang-outan avait un taux métabolique étonnamment faible. Puis en mai 2016, une étude publiée dans Nature révèle qu’un humain moyen consomme chaque jour environ 400 calories de plus qu’un chimpanzé ou bonobo, 635 calories de plus qu’un gorille et 820 de plus qu’un orang-outan. Un humain moyen brûle en moyenne 27% d'énergie par jour en plus qu’un chimpanzé. Cet hypermétabolisme pourrait être dû au cerveau humain (au moins trois fois plus gros que celui de tous les autres singes et particulièrement énergivore). La même étude montre que l’humain sédentaire est également le plus gras de tous les primates (y compris que les primates sédentaires de zoos). Une autre explication pourrait être que les femmes produisent potentiellement plus de bébés, plus longs à élever et à intervalles plus court que les singes femelles.
Une hypothèse est que le grossissement du cerveau humain, il y a 1,6 million d'années environ se serait accompagné d'une perte de muscles et de longueur d'intestin (par rapport aux autres grands singes) avec un moindre besoin énergétique, une facilité à se tenir debout et courir ; le différentiel pouvant être mis à profit par le cerveau. D’autres ont pensé que la domestication du feu, la cuisson et le partage des aliments ont aussi contribué à cette économie d’énergie au profit du cerveau.

### Régime alimentaire
Homo sapiens est omnivore et opportuniste. Un humain végétarien ou zoophage demeure omnivore : l'alimentation humaine est donc une attitude culturelle avant tout, et l'humanité a développé de nombreuses habitudes alimentaires différentes d'une région à l'autre au travers des siècles.[pas clair].
L'humain peut chasser n'importe quelle espèce animale, et est même capable de chasser des animaux normalement considérés comme des superprédateurs. Pour cette raison, il est parfois considéré comme le superprédateur ultime. Selon des données collectées par l'Organisation des Nations unies pour l'alimentation et l'agriculture entre 1961 et 2009, l'être humain n'est cependant pas haut dans la chaîne alimentaire en raison de son régime omnivore qui comporte une large proportion d'aliments d'origine végétale.
Les humains dans leur ensemble consomment des aliments très diversifiés, qu'ils soient d'origine végétale ou animale. Depuis le Néolithique, la base de leur alimentation est toutefois constituée de féculents, issus en particulier de trois céréales : le blé, le maïs et le riz. Cette propension à consommer des féculents semble être une spécialisation humaine : le taux d'amylase dans la salive humaine est en effet de six à huit fois plus élevé que dans la salive d'autres hominidés tel le chimpanzé. Avant l'essor des céréales au Néolithique, les humains devaient probablement se procurer des féculents par la consommation de tubercules. Cet usage s'est conservé jusqu'à nos jours, notamment depuis l'expansion de la pomme de terre après l'échange colombien.
Une particularité de l'alimentation humaine est que la plupart des aliments sont cuits, en particulier la viande. Parce qu'elle accélère le processus de digestion, et permet ainsi d'accroître l'apport énergétique alimentaire, la cuisson semble avoir joué un rôle essentiel dans le développement particulièrement prononcé du cerveau humain,,. La cuisson améliore aussi l'innocuité microbiologique des aliments.
Normalement, un adulte présente, comme la plupart des mammifères, une intolérance au lactose. Cependant, une mutation génétique a été sélectionnée plusieurs fois il y a 6000 à 8 000 ans dans certaines régions d'Europe, d'Asie, et d'Afrique, en raison de l'essor de l'élevage laitier dans ces régions. De nos jours, environ 15 % de la population mondiale (mais avec de grandes disparités régionales) présente à l'âge adulte une tolérance au lactose sous forme de lait. La plupart des adultes sont cependant capables de consommer des fromages, dont la production est une pratique très ancienne. Il semble que la consommation de fromage a contribué à sélectionner la tolérance au lactose.
Homo sapiens possède une appétence prononcée pour certaines saveurs, notamment le salé et le sucré. Le sel et le sucre sont normalement présents en faibles quantités dans la nature, mais depuis peu, il est capable d'en produire en quantités industrielles et à faible coût. Cet écart entre l'appétence pour ces substances et leur abondance est l'un des facteurs à l'origine de problèmes de santé tels que l'obésité, l'hypertension artérielle ou le diabète, et ce, principalement chez les individus disposant d'un niveau de vie relativement faible, mais tout de même suffisamment élevé, d'un point de vue anthropologique, pour avoir accès aux productions industrielles,,.
Dès le Néolithique, la plupart des sociétés humaines ont fait fermenter des jus de fruits divers ou autres solutions végétales, afin d'en obtenir une boisson alcoolisée. L'alcool a en effet longtemps été le moyen le plus simple d'assurer l'asepsie des boissons, et de permettre le transport de l'eau sur de longues distances, ou son stockage pendant de longues périodes.
L'ensemble des habitudes alimentaires et arts culinaires de chaque culture est regroupé sous le terme de gastronomie.

### Aptitudes physiques

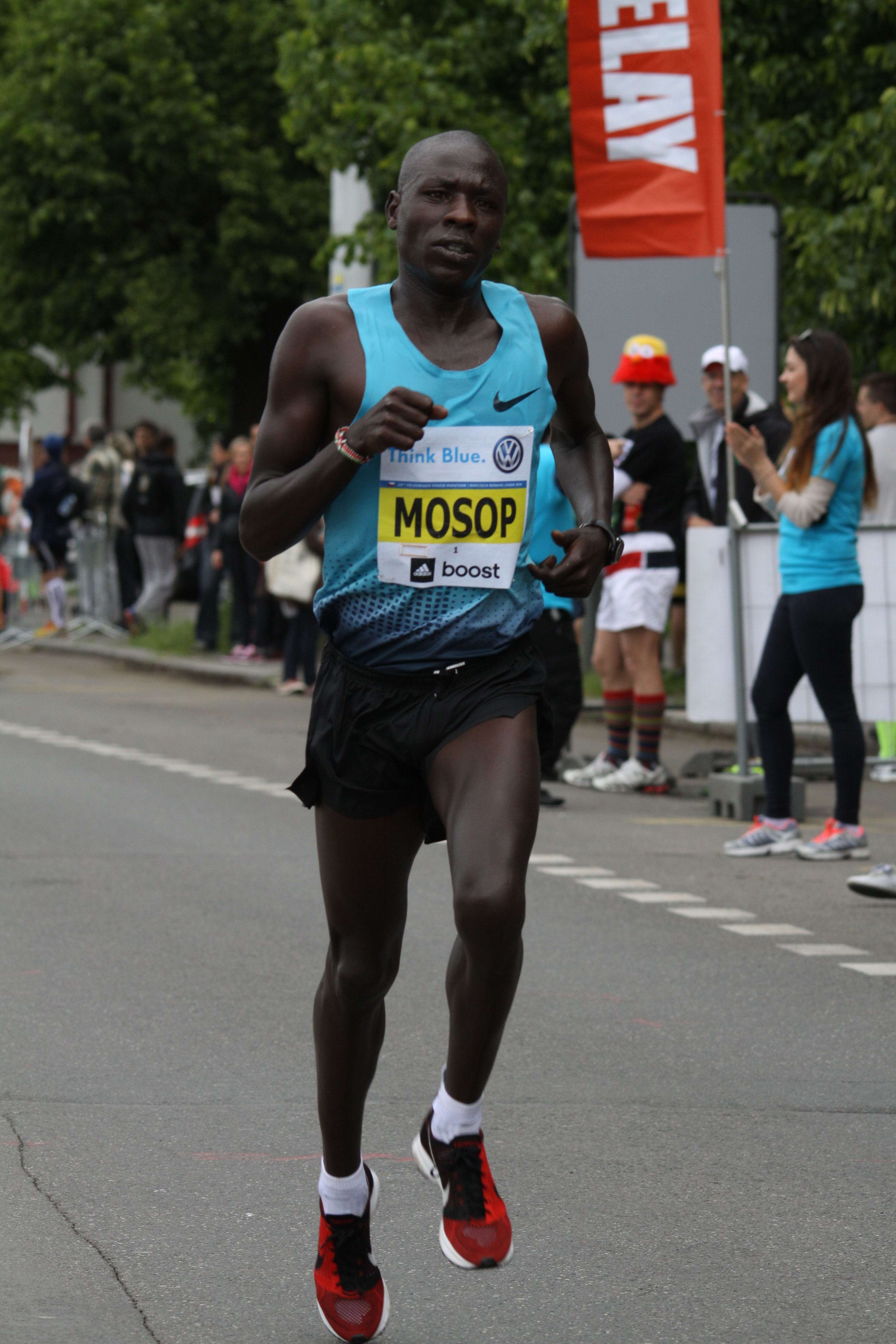
Homo sapiens est un bon coureur sur de longues distances.

Contrairement à la plupart des autres hominoïdes, l'être humain n'est que peu apte à la brachiation. Seul un individu jeune et en bonne santé peut, après entraînement, effectuer ce type de locomotion. L'anatomie humaine conserve cependant les caractéristiques associées que sont la flexibilité des épaules permettant de lever les bras au-dessus du corps, ainsi que les mains préhensiles.
Il est en revanche spécialisé dans la bipédie, dont il maîtrise parfaitement les deux allures : la marche et la course. Sa marche est plantigrade, mais sa course peut être digitigrade aux allures les plus rapides. Il marche à une vitesse de 5 à 6 km/h, et peut courir jusqu'à une vitesse d'environ 36 km/h, ce qui est particulièrement lent en comparaison de nombreuses espèces de mammifères terrestres, comme le guépard.
En effet, Homo sapiens ne se distingue pas par la vitesse mais par l'endurance. La marche et la course sur de longues distances sont favorisées par l'absence de pelage, qui contribue à la thermorégulation en favorisant la sudation. Cette aptitude à la marche et à la course était probablement déjà présente il y a plus de 1,5 million d'années chez Homo ergaster en Afrique.
Homo sapiens partage son endurance avec plusieurs espèces de canidés, dont le loup et le chien qui en est issu. Mais il a dans ce domaine l'avantage sur la plupart des mammifères herbivores, ce qui lui permet de pratiquer avec succès la chasse à l'épuisement sur des animaux comme les cerfs ou les antilopes. Cette faculté à parcourir de longues distances aisément a aussi pu faciliter les échanges entre les tribus humaines, comme c'est le cas aujourd'hui chez les Tarahumaras[réf. souhaitée].
Occasionnellement et selon les situations, il peut ramper, grimper, sauter. L'humain semble aussi avoir des prédispositions naturelles à la nage (absence de pilosité, étanchéité parfaite des lèvres fermées, verticalité des fosses nasales, contrôle efficace de la respiration, etc.), et même à l'apnée : il manifeste par exemple un réflexe bradycarde à l'immersion, et ses poumons peuvent recevoir un afflux supplémentaire de sang afin de compenser l'excès de pression à partir de 30 mètres. Ce phénomène, appelé transfert sanguin (en), a longtemps été cru limité aux seuls mammifères aquatiques. Ces prédispositions font partie des éléments qui appuient l'hypothèse d'un passage transitoire à un mode de vie aquatique ou semi-aquatique au cours de l'hominisation.
L'être humain est particulièrement apte au lancer de projectiles divers, notamment par rapport aux autres hominidés. Selon des chercheurs de l'université Harvard, cette aptitude exceptionnelle résulte des évolutions de son anatomie : taille souple entre le bassin et la cage thoracique, positionnement bas des épaules, légère torsion de l'humérus. Cette aptitude au lancer aurait joué un « rôle clé » dans l'évolution humaine.
Les aptitudes physiques de l’être humain présentent un dimorphisme sexuel, la puissance musculaire des femmes étant généralement inférieure à celles des hommes. À titre indicatif, l'actuel record du monde de l'épreuve féminine du 100 mètres est en 10 s 49, contre 9 s 58 pour l'épreuve masculine, soit une différence de 91 centièmes de seconde.

### Aptitudes cognitives
De tous les animaux à système nerveux central, Homo est probablement celui qui a le cerveau le plus développé et performant. Ses seuls rivaux dans ce domaine sont certains cétacés. D'un point de vue anatomique, ces capacités cognitives sont associées au développement particulièrement prononcé du néocortex, bien que certaines expériences suggèrent que des différences au niveau neuronal jouent aussi un rôle. Le développement particulièrement prononcé du néocortex par rapport aux autres primates et hominidés a été associé à une famille de gènes ancestraux NOTCH2NL.
Les capacités de l'esprit humain notamment en termes de mémoire, d'imagination et d'abstraction sont probablement ce qui explique le mieux le succès évolutif de l'espèce[réf. nécessaire].
Homo sapiens est capable d’appréhender les règles qui organisent le monde qui l’entoure, de près comme de loin : du mouvement des astres aux lois qui structurent la matière, en passant par les règles qui organisent l’espace et les principes nécessaires à l’induction. Plus précisément, on peut dire que, depuis le milieu du XXe siècle, il comprend les règles du monde visible, à l’exception de celles qui sont à l’origine des forces subatomiques, et des raisons qui font que la matière courbe l’espace-temps. En effet, selon le prix Nobel de physique Richard Feynman, ces deux domaines sont les seuls qui ne sont pas couverts par l’électrodynamique quantique.
Cette aptitude à comprendre le monde s'est traduite par l'accumulation d'un ensemble de connaissances appelées « sciences » et le développement d'outils divers appelés « techniques ». L'attitude plus générale qui consiste à clarifier sa pensée et à chercher, à comprendre le monde par-delà les seules considérations matérielles, est quant à elle appelée philosophie.
Cependant, ces savoirs collectifs résultent de l'échange et de la spécialisation, la totalité des connaissances n'étant jamais maîtrisée par un seul individu. Cette dichotomie entre les connaissances individuelles et l'intégralité de la connaissance et de la culture humaine appuie d'ailleurs une conception de la culture comme entité évolutive propre, dont les constituants sont appelés mèmes, et qui évolue avec Homo sapiens de façon symbiotique, ou même commensale.
Les capacités cognitives de l'être humain lui permettent d'avoir conscience de lui-même. Comme quelques autres espèces animales, il réussit systématiquement le test du miroir.
Concernant le dimorphisme sexuel, on note quelques différences anatomiques entre les cerveaux féminins et masculins , mais la complexité des interactions fonctionnelles rend difficile la corrélation de différences anatomiques avec des différences cognitives. « Il existe bien des patterns d'activation différents en fonction du sexe pour des tâches variées comme la rotation mentale, le traitement verbal, la compréhension d'idiomes etc. Toutefois, ces résultats sont variables voire divergents d'une étude à l'autre et il n’y a pas de parallélisme strict entre les différences d'activation et les différences de performance ».

### Reproduction

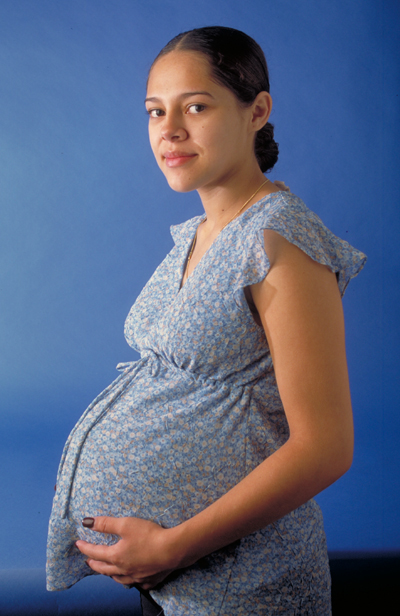
Une femme enceinte.

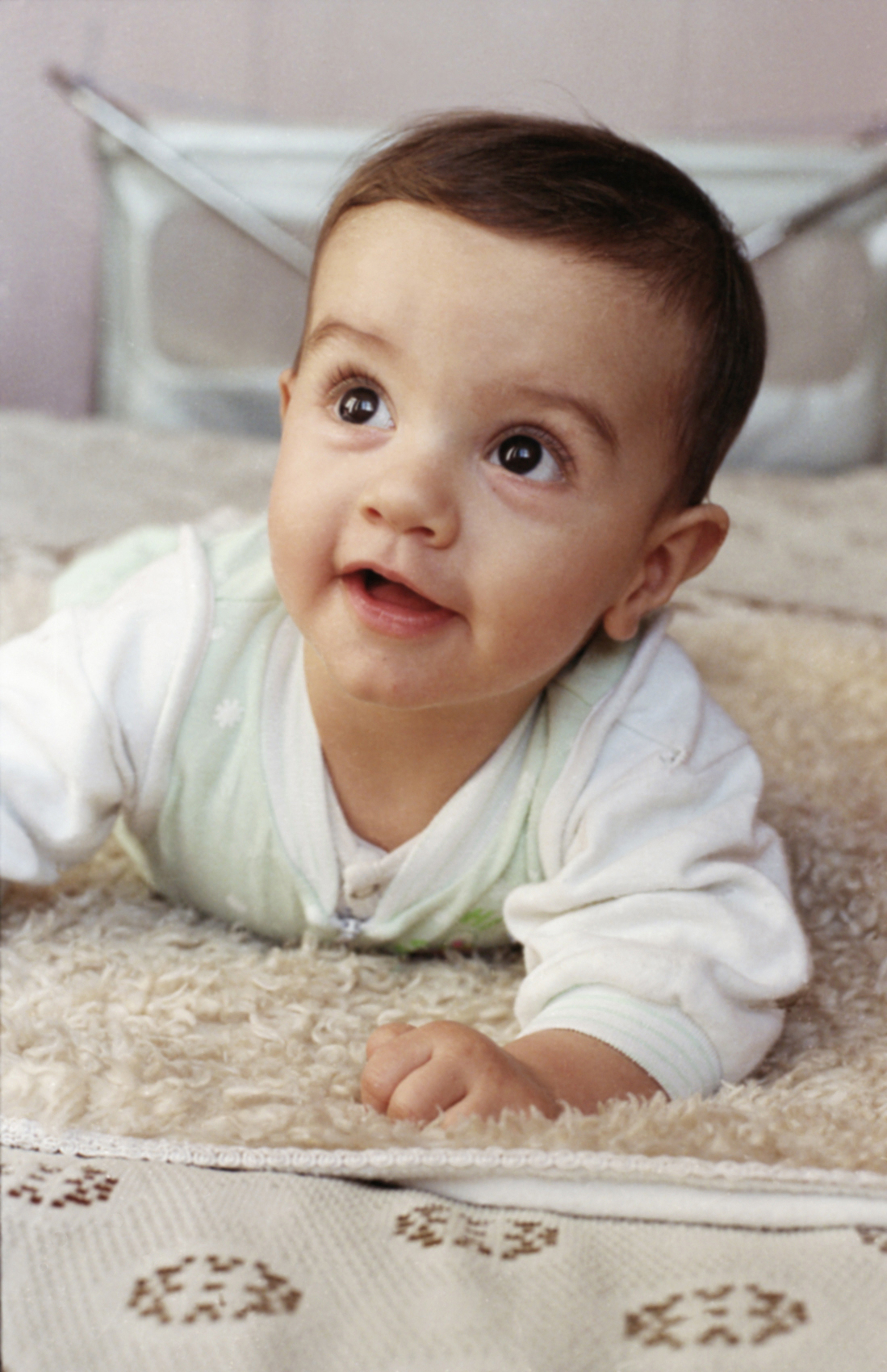
Humain en bas âge. On remarquera à la fois le sourire et la chevelure déjà abondante.

Le cycle reproductif humain comporte un vocabulaire spécifique par rapport aux autres mammifères :
| humains                      | autres mammifères       |
| ---------------------------- | ----------------------- |
| grossesse, gestation         | gestation               |
| femme enceinte               | femelle gravide, pleine |
| accouchement                 | parturition, mise-bas   |
| accoucher                    | mettre bas              |
| nouveau-né, bébé, nourrisson | petit                   |
| descendance                  | progéniture             |
| sein                         | mamelle                 |

#### Procréation
La puberté se manifeste en moyenne vers l'âge de 12 à 15 ans. La ménarche intervient chez les jeunes filles vers l'âge de 12 à 13 ans. Pour les garçons, la capacité à procréer est en théorie continue, de la puberté jusqu'à la fin de la vie. Chez la femme, cette capacité disparaît à la ménopause, qui survient généralement entre 40 et 50 ans. La ménopause est rare chez les mammifères, y compris chez les primates. Chez les autres femelles de primates, la fertilité diminue généralement progressivement avec l'âge. Une durée de vie longue après la ménopause pourrait être un avantage sélectif acquis au cours de l'hominisation (c'est l' « hypothèse de la grand-mère »). L'andropause chez l'homme n'est pas l'équivalent de la ménopause chez la femme.
Le cycle ovarien dure environ 28 jours et est marqué par les menstruations. Contrairement à la plupart des femelles de primates, la femme ne manifeste pas de chaleurs et la période de meilleure fécondité n'est donc pas directement décelable par les mâles,. Cependant, il est avéré que le comportement des femmes, en particulier lors de la recherche d'un partenaire sexuel, est sensiblement différent pendant l'œstrus. L'homme, quant à lui, serait plus attiré par les femmes en période d'ovulation, en raison de modifications physiques de la femme.
Bien que le coït reste la principale méthode de fécondation, la femme peut avoir recours à des techniques de procréation médicalement assistée, telles que l'insémination artificielle et la fécondation in vitro, que ce soit dans le cadre de la lutte contre la stérilité, ou pour les femmes célibataires ou en couple homosexuel. Inversement, les êtres humains ont la particularité de pouvoir contrôler et réduire consciemment leur fécondité en empêchant la fécondation lors du coït, par diverses méthodes de contraception. Dans plusieurs endroits du monde, ces pratiques qui tendent à décorréler, de façon unique dans le règne animal, la reproduction de l'activité sexuelle ont un impact drastique sur le taux de fécondité, le rendant inférieur au seuil de renouvellement des générations.

#### Gestation
La gestation est appelée grossesse et dure environ neuf mois. Une femme gravide est dite enceinte. La grossesse est le plus souvent monoembryonnaire, même si une grossesse sur quarante[réf. nécessaire] est gémellaire. La parturition est appelée accouchement.
L'accouchement s'effectue le plus souvent dans la douleur du fait des contractions utérines, de la dilatation du col de l'utérus et de la distension périnéale. Les difficultés liées à l'accouchement sont parfois associées à l'antagonisme de deux aspects anatomiques propre à l'être humain : la taille croissante du crâne et l'absence de développement concomitant du bassin des femmes attribué à la station debout. Cette hypothèse, appelée dilemme obstétrique (en), est cependant régulièrement remise en question.
L'accouchement ne se fait pas toujours par voie basse : le recours à la césarienne, pratiquée depuis l'Antiquité, représente parfois plus de 30 % des naissances dans certains pays développés. Une équipe de scientifiques, observant cet accroissement sur quelques années, a émis l'hypothèse que le recours à la césarienne empêcherait la sélection naturelle et mènerait à une évolution humaine où il y aurait de plus en plus de bébés avec un gros crâne et de mères avec un bassin étroit, ce qui accroîtrait à son tour le taux de césariennes. L'hypothèse a été contestée par un paléoanthropologue, qui considère que compte tenu de la disparité des taux de césariennes entre pays avancés et moins avancés, il y a probablement d'autres facteurs biologiques et culturels en jeu. Des obstétriciens ont relevé que l'hypothèse ne prenait pas en compte l'augmentation du nombre de mères obèses ou diabétiques, ni la pression juridique qui conduisait les médecins à prendre de moins en moins de risques lors des accouchements ,.[pertinence contestée] Par ailleurs, l'être humain est capable, à l'aide de dispositifs techniques divers, d'assurer la survie d'un enfant prématuré à partir d'un âge gestationnel d'environ vingt-cinq semaines.

#### Croissance
À la naissance, le bébé est complètement dépendant de sa mère, ce qui constitue une différence notable par rapport aux autres hominidés. La mère peut allaiter son enfant pendant plusieurs années, l'allaitement exclusif couvrant l'intégralité de ses besoins jusqu'à ses 6 mois , date à laquelle démarre généralement le début de la diversification alimentaire. Homo sapiens élève généralement sa progéniture au moins jusqu'à la puberté.
Les jeunes naissent avec une masse autour de 3 kg, et une taille d'environ 50 à 60 cm, après une gestation de neuf mois. Ils sont totalement dépendants à la naissance, et leur croissance dure plusieurs années. La maturité sexuelle survient entre 12 et 15 ans. La croissance des garçons continue souvent jusque vers 18 ans (la croissance se termine vers 21-25 ans avec la solidification de la clavicule).

#### Espérance de vie
L'espérance de vie à la naissance est très dépendante des conditions matérielles et de la disponibilité de soins médicaux. Elle se situe aujourd'hui autour de 75 ans dans les pays les plus riches, et est inférieure à 50 ans dans les plus pauvres notamment à cause d'une mortalité infantile plus forte. Des cas isolés de longévité approchent 120 ans, et la personne ayant vécu le plus longtemps dont l'âge a pu être vérifié est la Française Jeanne Calment, qui avait 122 ans et un peu plus de 5 mois le jour de son décès.

#### Nuptialité
Même s'il existe des exceptions, Homo sapiens possède depuis au moins cinq milliers d'années une forte tendance à la monogamie sociale, et dans une bien moindre mesure, à la monogamie sexuelle,,. Les couples forment le plus souvent la base de la structure familiale et sociale, s'établissent dès la puberté et durent en général jusqu'à la mort. Cette tendance s'explique par le très fort investissement que nécessitent la protection et l'éducation des enfants, rendant nécessaire d'un point de vue évolutif la cohésion du couple. Il s'agit là encore d'un caractère distinguant l'humain des autres Hominidés. L'espèce humaine est principalement une espèce à stratégie de reproduction de type K.

## Psychologie

### Sexualité et amour

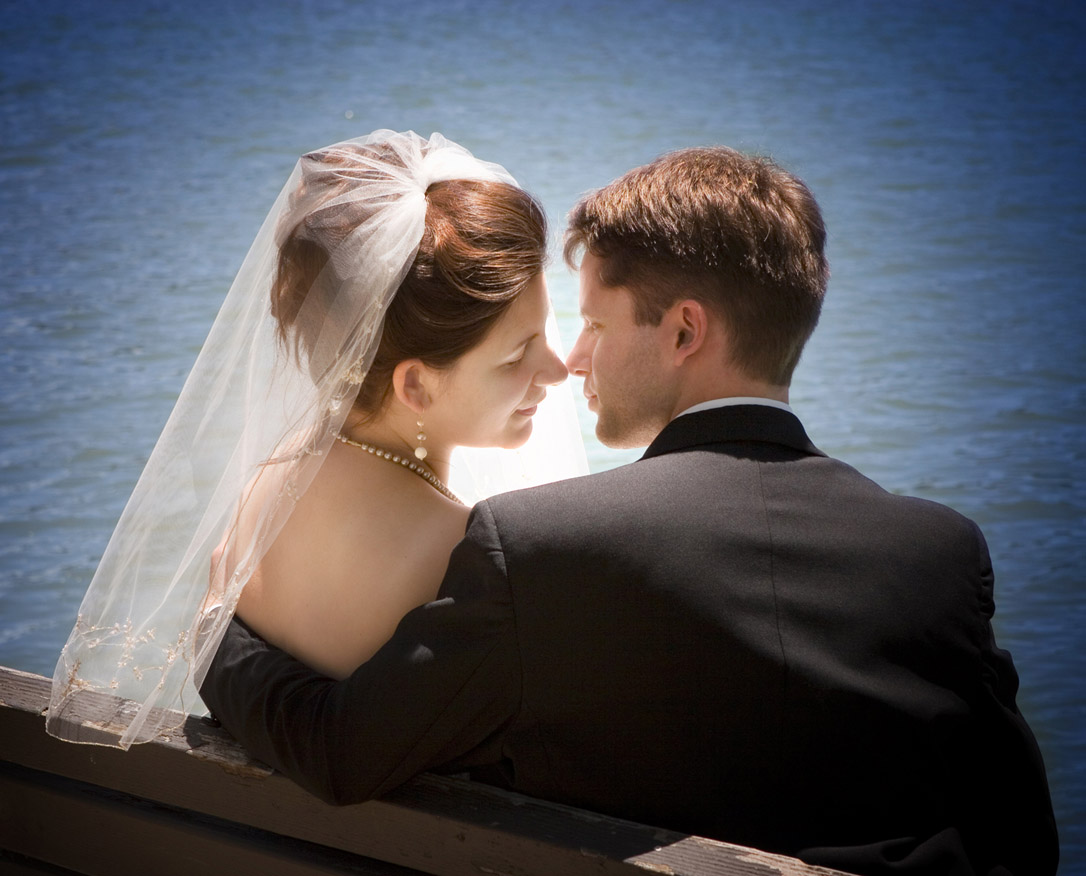
Un couple humain hétérosexuel. La majorité des humains sont monogames.

Le sexe-ratio moyen à la naissance observé chez l'être humain est entre 100 et 105, donc, comme chez la plupart des espèces de mammifères, une quasi-symétrie avec un très léger excédent de garçons. Ce léger biais résulte principalement d'une plus grande mortalité des filles pendant la vie intra-utérine ou durant la période néo-natale, alors qu'au moment de la fécondation les probabilités de l'un ou l'autre sexe sont égales.
Les êtres humains, à l'instar des bonobos ou des chimpanzés, peuvent pratiquer le coït de façon ludique ou sociale, ou avoir des pratiques sexuelles à visée non reproductive, comme la masturbation, la sodomie, la sexualité orale, ou les pratiques homosexuelles. Le coït est souvent la manifestation d'un très fort attachement affectif et émotionnel. Il se déroule en général à l'écart du groupe, c'est-à-dire dans l'intimité. Il est le plus souvent nocturne, fait l'objet de préliminaires et peut s'effectuer selon diverses positions.
À la puberté, le corps des femelles et des mâles humains changent via la modification des caractères sexuels primaires et la mise en place des caractères sexuels secondaires, marquant le début de la capacité à la reproduction. Chez les femelles, au niveau morphologique, il y a notamment un développement des parties adipeuses des hanches, un développement de seins dont les formes, inhabituelles pour une primate femelle, auraient évolué en évoquant celles des fesses[source insuffisante], la courbure de la lordose lombaire et la formation d'une taille en violoncelle. La modification de la pilosité, ainsi que la bipédie permanente, ont diverses conséquences : le sexe est en partie dissimulé par la posture bipède et par la pilosité pubienne, celle-ci pourrait favoriser la dissémination de phéromones. Les femelles humaines possèdent deux caractères évolutifs originaux : le camouflage de l'œstrus et une réceptivité sexuelle constante (à n'importe quel moment de leur cycle menstruel). Le corps des mâles passe aussi par des modifications : taille plus grande ; musculature et épaules plus puissantes (corps en trapèze) ; allongement du pénis dépourvu d'os pénien, contrairement aux autres primates, notamment le chimpanzé et le gorille, ce qui autorise une variation angulaire de l'érection, utile selon les positions de l'accouplement ; mue de la voix ; développement de la pilosité pubienne et faciale ; testicules de taille relativement moyenne, en relation avec la capacité de répéter des copulations.
Chez l'humain, il n'existe pas à proprement parler de parade nuptiale codifiée, même si certaines pratiques et situations, liées notamment à des activités culturelles telles que la danse et la musique, peuvent s'avérer plus propices que d'autres à la formation de couples. Toutefois, selon l'ethnomusicologue australien Joseph Jordania (en), les origines de la danse et de la musique ne seraient pas liés aux comportements reproductifs, mais plutôt aux moyens naturels de défense, et représenteraient une forme d'aposématisme. La séduction est, chez les humains, un processus souvent long et complexe, du fait de l'importance de l'investissement parental.

### Motivation et émotion
L'émotion est une expérience psychophysiologique complexe de l'état d'esprit d'un individu lorsqu'il réagit aux influences biochimiques (internes) et environnementales (externes). Chez les humains, l'émotion inclut fondamentalement « un comportement physiologique, des comportements expressifs et une conscience ». L'émotion est associée à l'humeur, au tempérament, à la personnalité, à la disposition et à la motivation.
Une taxonomie non définitive des émotions existe. Certaines catégorisations incluent :
- émotions « cognitives » par opposition aux émotions « non cognitives » ;
- émotions instinctives (des amygdales), par opposition aux émotions cognitives (du cortex préfrontal).

Il faut distinguer, entre l'émotion et les résultats d'émotions, principalement les expressions et les comportements émotionnels. Chaque individu réagit généralement d'une manière déterminée par son état émotionnel, sa réponse se situant généralement dans l'un des axes combattre – fuir – subir.

### Sommeil et rêve
L'humain est un animal diurne, même s’il peut se tenir éveillé la nuit, ou dormir le jour. Son rythme circadien n'est d'ailleurs pas tout à fait ajusté à la durée du jour[réf. souhaitée].

## Comportement
Homo sapiens manifeste une activité culturelle variée, qui se présente notamment sous la forme :
- de l'usage d'une ou de plusieurs langues, ainsi que de la perception culturelle du monde véhiculée par cette ou ces langues ;
- de rites et de croyances ;
- de connaissances et de savoir-faire techniques et scientifiques : domestication de différentes espèces animales et végétales, pratiques agricoles et culinaires, amélioration de l'habitat, fabrication et usage d'outils souvent très complexes, soins médicaux ;
- d'usages comportementaux et sociétaux : sujets tabous, modes vestimentaires, coutumes et traditions ;
- de pratiques artistiques, dont la confection d'objets d'art.

On admet qu'il existe des cultures simples chez les autres primates actuels (méthode de toilettage, outils à termites…) mais ce n'est qu'au sein de l'espèce humaine que l'on constate une modification de la culture avec un aspect cumulatif, ce qui lui permet d'atteindre un haut niveau de complexité.
Un aspect important de la culture humaine, qui améliore à la fois sa transmission et son accumulation (mais aussi le dogmatisme), est l'existence de l'écriture.
La culture est hétérogène et différencie des groupes d'individus. L'étude de ces groupes appelés peuples et de leurs différentes caractéristiques est l'objet de l'ethnologie.
Les premières cultures techniques qui se sont traduites par la confection des premiers outils ou la maîtrise du feu sont bien antérieures à Homo sapiens. Les premiers rites funéraires sûrement liés à des croyances, les premiers objets artistiques ou décoratifs sont attribués à Homo neanderthalensis. En revanche, l'art préhistorique, qu'il soit pariétal, rupestre ou mobilier, et les premières représentations humaines font leur apparition au début du Paléolithique supérieur, chez l'espèce humaine moderne.

### Communication

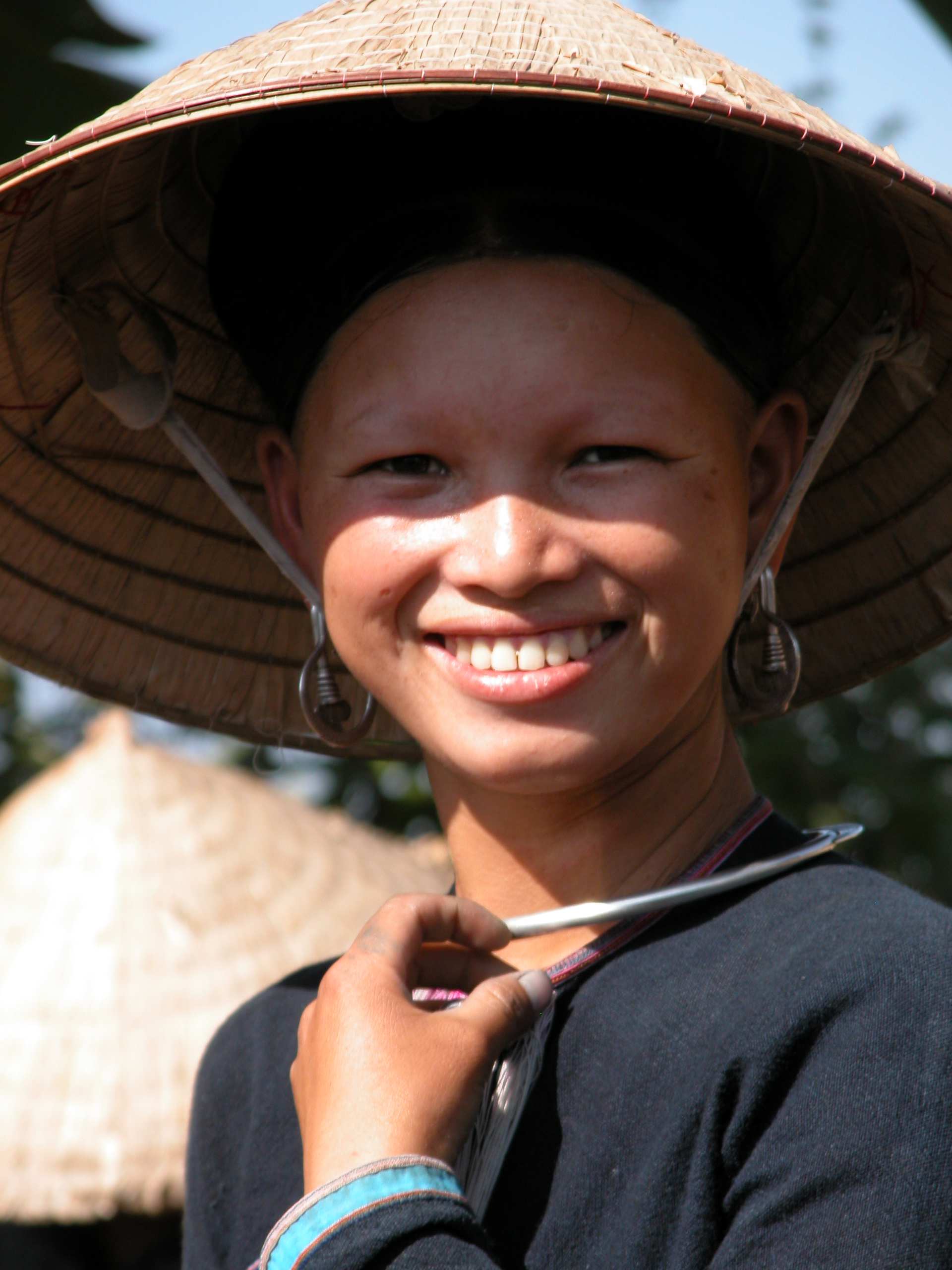
Le sourire, élément de communication non verbale.

Comme tous les hominidés, l’humain manifeste un comportement social complexe et dispose d'aptitudes à la communication telles qu'une expressivité faciale, accentuée par la mobilité des sourcils qu'offre l'absence de bourrelet sus-orbitaire. Un autre élément notable de l'expressivité faciale est la forme des yeux. En effet, chez l’humain, le blanc de l'œil est visible et permet de suivre aisément la direction du regard. Cette particularité est unique parmi les mammifères, et peut-être même dans tout le règne animal.
Les humains sont capables de vocaliser un langage articulé complexe, appelé parole, et dont l'usage particulier, appelé langue, se transmet de façon culturelle. Les vocalisations et l’acquisition du langage sont liés à la protéine FOXP2, qui semble être plus abondante dans le cerveau féminin, ce qui pourrait expliquer une maîtrise du langage plus rapide chez les petites filles. À un degré bien moindre que l'articulation, le langage implique parfois l'usage de clics.
Les humains manifestent aussi un réflexe respiratoire et nerveux, appelé rire, qui permet d’exprimer la joie ou l’incongruité d’une situation. Le rire semble inné et propre à l’espèce, mais il existerait néanmoins sous une forme moins accentuée chez d’autres primates et même chez les rats. Le rire est doté d’un pouvoir communicatif et peut faire office de signal d’apaisement dans une situation éventuellement conflictuelle.
Le rire possède une version atténuée se limitant à une expression faciale, appelée sourire, qui semble ne pas avoir d'équivalent non plus chez les autres Hominidés à l'exception peut-être du chimpanzé. Contrairement au rire (qui peut tout de même être simulé), le sourire peut être déclenché de façon consciente, ce qui lui fait jouer un rôle particulier dans les conventions sociales : le sourire est, dans certaines cultures, un élément de salutation requis par la politesse.
Une autre réponse émotionnelle propre à l'espèce peut aussi être observée, en particulier chez les individus jeunes : le pleur. Le caractère unique du pleur chez l'être humain est toutefois disputé.

### Société, gouvernement et politique
Les humains, pour qui le nombre de Dunbar est estimé à 150, forment des sociétés complexes et souvent hiérarchisées, dont le fonctionnement est essentiellement basé sur une répartition des activités qui peut prendre la forme de la division du travail. Au sein de ces sociétés, chaque individu peut avoir des moyens de subsistance extrêmement variés, qui dépendent du type de société dont il s’agit, et de la position hiérarchique qu’il y occupe. Ces sociétés s'affrontent souvent dans des conflits appelés guerres, le plus souvent liés au partage des ressources, à la religion ou à l'occupation territoriale. Selon le professeur David Carrier de l'université de l'Utah, le rôle de la violence dans l'évolution humaine serait suffisant pour être visible dans l'anatomie, notamment en ce qui concerne la forme et la biomécanique des mains. Selon une étude anthropologique dont les résultats ont été publiés en 2013, la guerre est rare parmi les peuples nomades de type chasseurs-cueilleurs, et serait surtout présente chez les peuples sédentarisés pratiquant l'agriculture.

### Arts

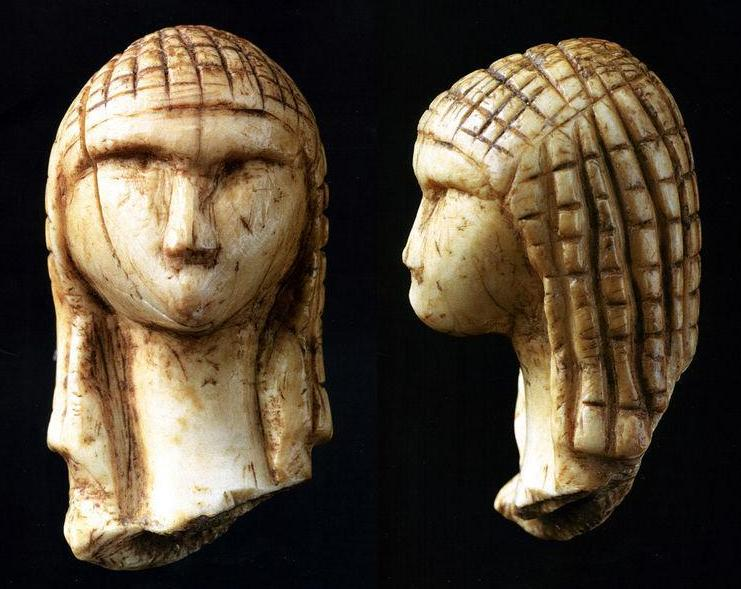
La Dame de Brassempouy, l'une des plus anciennes sculptures connues représentant une tête humaine.

Bien que les premières manifestations de préoccupations esthétiques ou symboliques soient attribuables à Homo neanderthalensis et datent du Paléolithique moyen, les plus anciennes représentations humaines sont le fait d’Homo sapiens et peuvent être datées du Paléolithique supérieur (vers 40 000 à 10 000 ans BP). Ainsi, à l'Aurignacien (vers 40 000 à 28 000 ans BP), premier faciès culturel attribué aux Homo européens, sont associées les statuettes des grottes de Vogelherd, de Geissenklösterle et de Hohlenstein-Stadel qui restituent des figures en ronde-bosse représentant des mammouths, des félins, des ours, des chevaux et des humains. Dans l'art pariétal, la représentation de vulves féminines et d'individus mi-humain mi-animal est attestée, comme à la grotte Chauvet. Au Gravettien (29 000 à 22 000 ans BP) sont sculptées des figures féminines dites « Vénus paléolithiques ». Au Magdalénien (19 000 à 10 000 ans BP), les représentations humaines sur paroi ou sur objet se font plus fréquentes.

Représentations humaines au Paléolithique supérieur
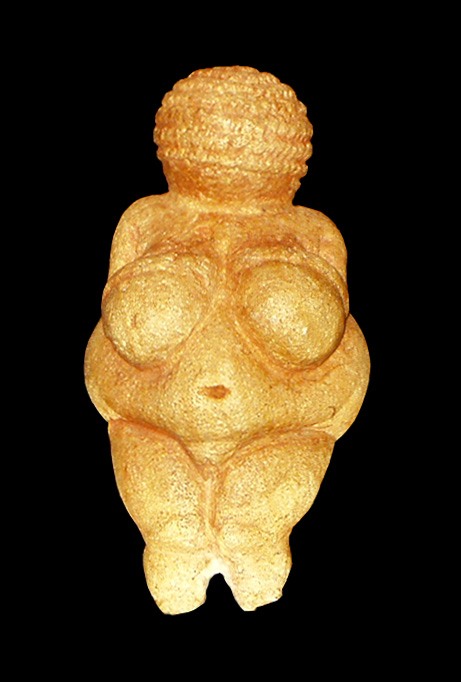
La Vénus de Willendorf.
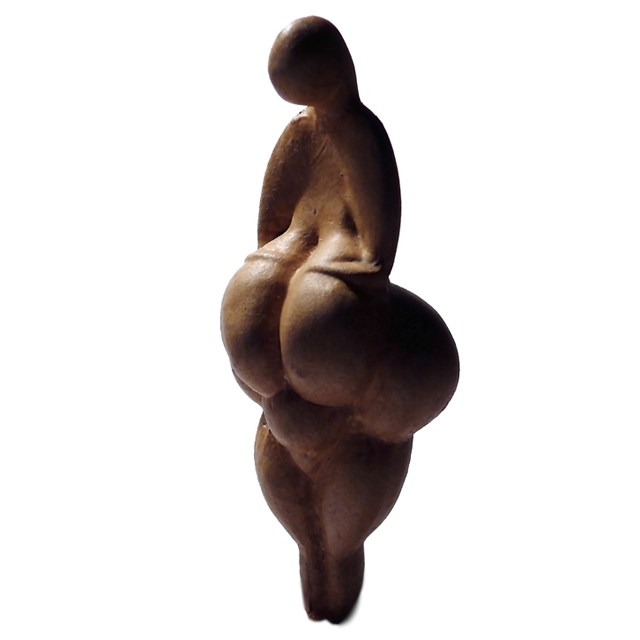
La Vénus de Lespugue.
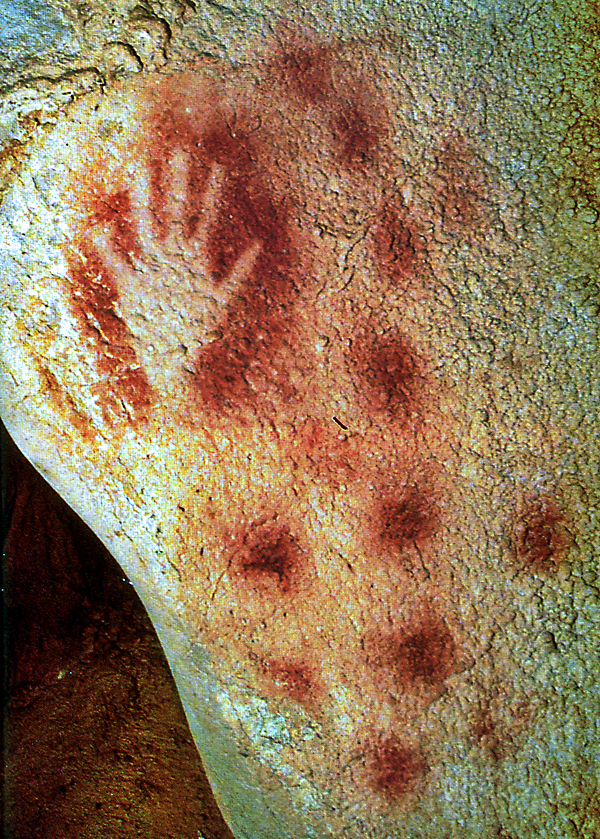
Main négative sur une paroi de la grotte du Pech Merle, datée de 25 000 ans.

### Science
Certains aspects de la culture humaine, notamment la médecine, et les connaissances scientifiques et techniques, influencent les processus biologiques et reproductifs, et ont un impact sur l'espérance de vie ou la fécondité, et sur la démographie.

## Impact planétaire

### Habitat et démographie

Répartition géographique :
Indice élevée de population
Faible indice de population
Indice de population nul ou très faible.

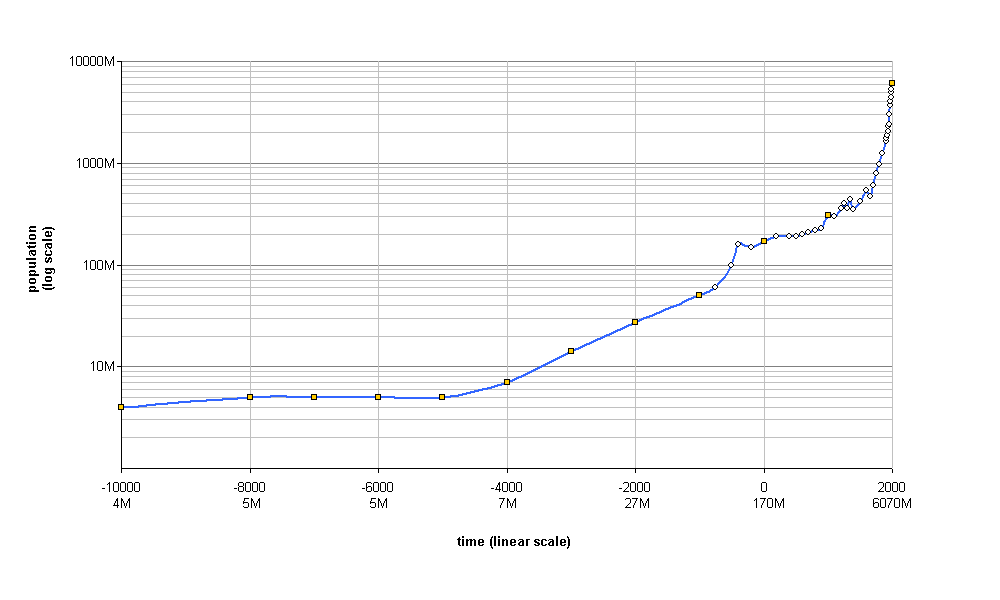
Démographie humaine depuis 12000 ans. Coordonnées logarithmiques, données d'après census.gov.

Par sa capacité à maîtriser des techniques lui permettant d'affronter des conditions climatiques difficiles, Homo sapiens prospère sous toutes les latitudes et sur tous les continents, à l'exception de l'Antarctique.
Il a tendance à se regrouper à l'intérieur de villes et de grandes cités atteignant parfois plusieurs millions d'habitants, souvent situées sur une côte ou sur un fleuve. Ailleurs, il occupe l'espace indirectement, notamment par son activité agricole, qui façonne le paysage et influe fortement sur les écosystèmes.
La population humaine est estimée à près de 8 milliards d'individus en 2023. Les perspectives démographiques pour le siècle à venir sont incertaines. Compte tenu des incertitudes concernant l'évolution du comportement reproductif des individus, on ignore à quel niveau la population humaine pourrait se stabiliser, ni même si elle se stabilisera. En effet, il est difficile de prévoir si le taux de fécondité au niveau mondial va baisser sous les 2 enfants par femme, ou s'il se stabilisera au-dessus du seuil de remplacement (2,1 enfants par femme), et si le taux de mortalité mondial va continuer de baisser au même rythme que jusqu'à présent.
L'Organisation des Nations unies s'attend à ce que la population mondiale atteigne un pic aux alentours de 11 milliards d'individus en 2100. Cette projection suppose que le taux de fécondité au niveau mondial descende en dessous de deux enfants par femme bien avant 2100. L'éventualité d'un crash démographique est envisagée par certains démographes,, tandis qu'un modèle mathématique conçu en 2013 à partir des données démographiques recueillies de 1950 à 2010 suggère que l'effectif humain mondial pourrait se stabiliser aux alentours de l'an 2050.

### Impact sur l'environnement

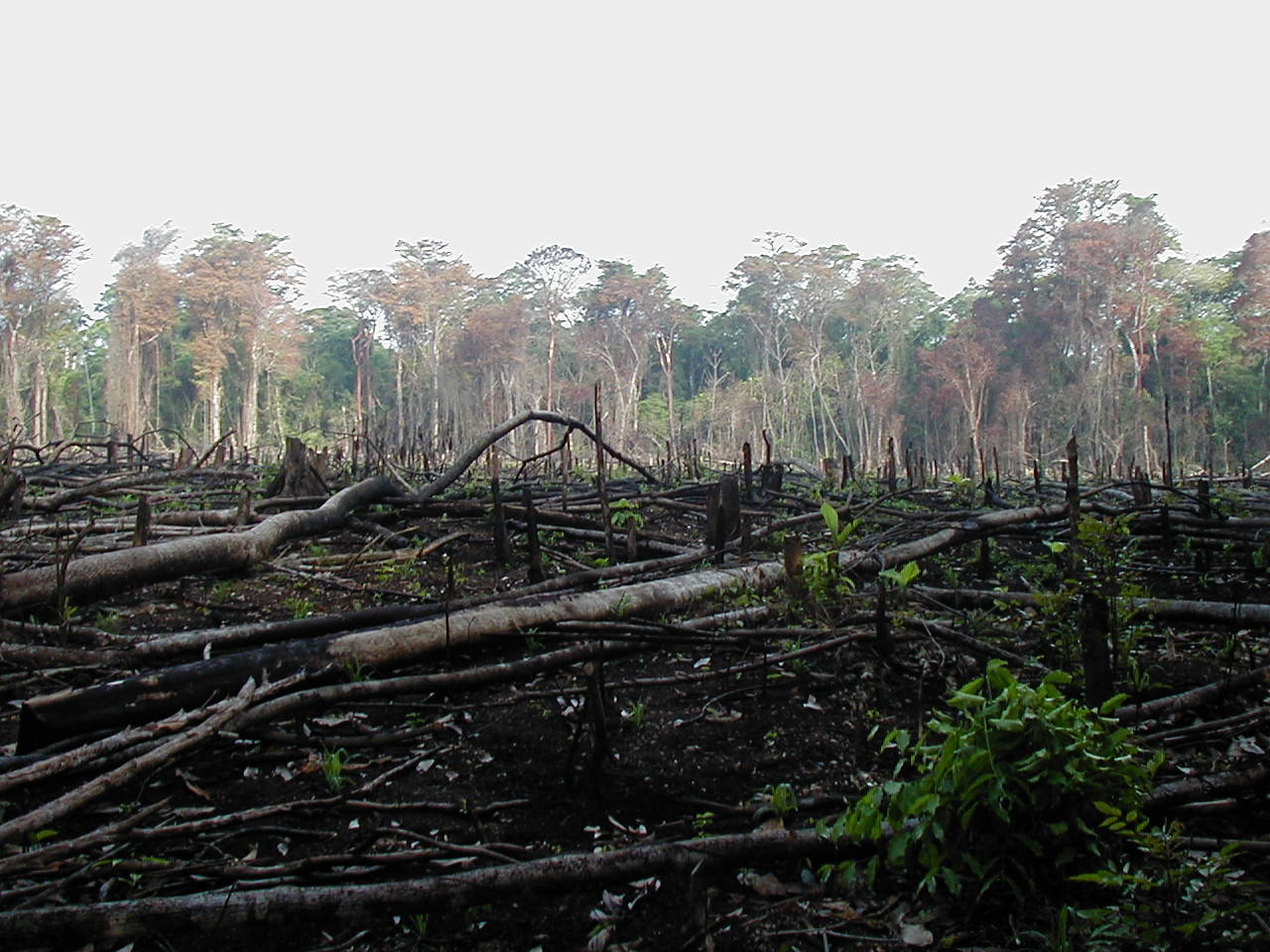
La déforestation, un impact significatif de l'Homme sur l'environnement.

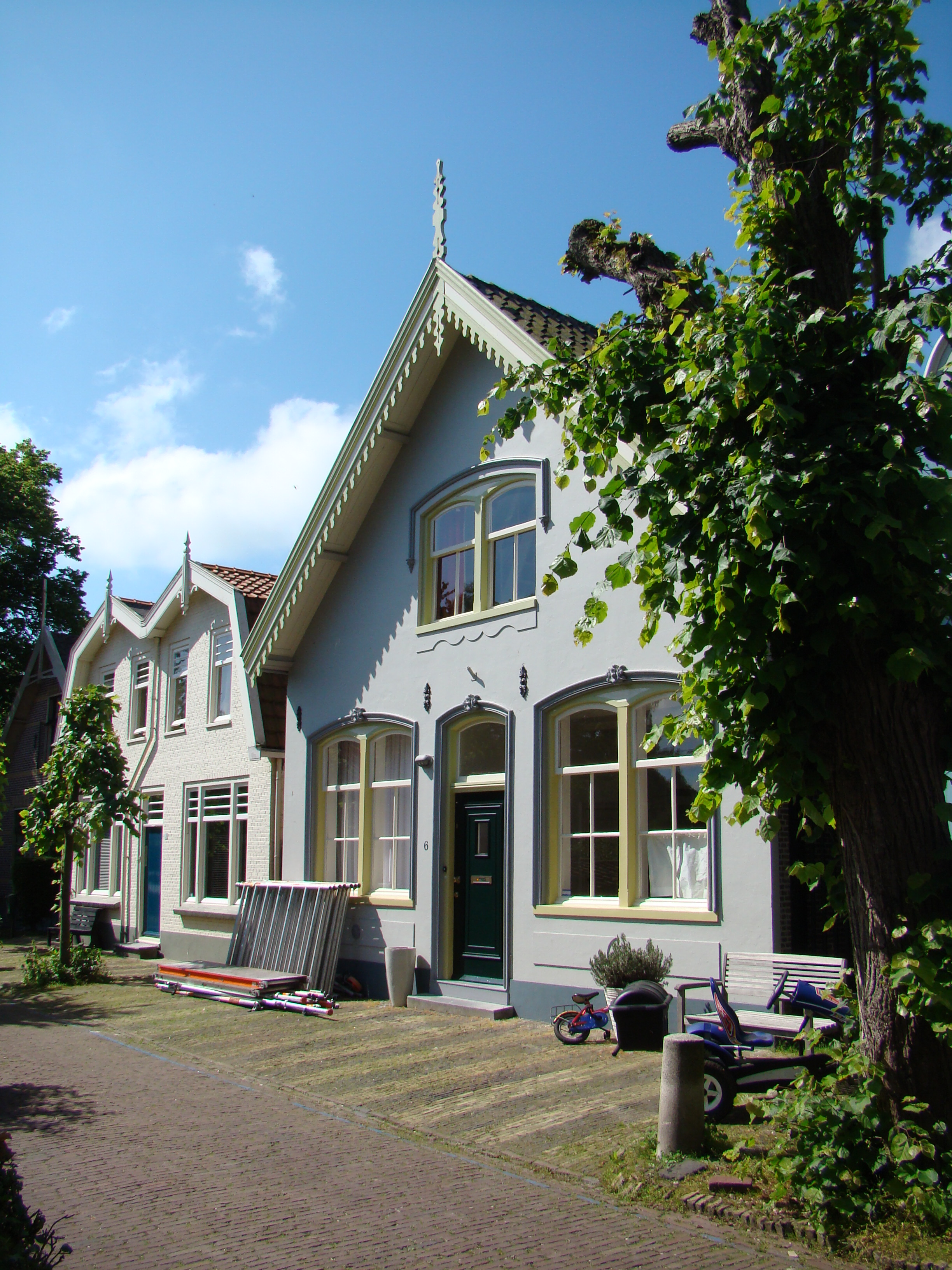
Des maisons aux Pays-Bas.

Homo sapiens exerce un impact important sur son environnement, surtout depuis l'époque moderne, parfois appelée anthropocène, essentiellement du fait de ses activités agricoles et industrielles. Cet impact se traduit en particulier par un phénomène d'extinction d'espèces considéré depuis peu comme la sixième extinction massive, parfois appelée crise anthropique.
Dans certaines régions du monde, cet impact est ancien ; par exemple, la déforestation de la Chine a été entamée il y a 8 000 ans environ. On a longtemps pensé que l’extension de l’agriculture en Afrique centrale avait été rendue possible uniquement par un recul naturel de la forêt tropicale humide primaire dû à de longues périodes de sécheresse sévère qui se seraient succédé il y a 3 000 ans environ. Mais l'analyse des sédiments anciens déposés par le fleuve Congo, qui offrent un enregistrement continu du Climat d'Afrique centrale pour les 40 000 dernières années, réalisée par des géochimistes, montre que la responsabilité humaine pourrait être au moins en grande partie à l’origine de la relativement brusque disparition de forêts tropicales d'Afrique centrale (il y a 3 000 ans environ), via une déforestation active qui a augmenté l’érosion, intensifié les intempéries et asséché cette partie de l’Afrique.
Les carottages de sédiments fournissent des données montrant des modifications des précipitations normalement corrélées aux flux de sédiments pour la période de -20 000 à -3 500 ans mais, depuis près de 3 000 ans, on observe « un découplage total » entre précipitations et érosion, montrant que, dans ce cas, « le climat ne peut pas être le seul facteur expliquant la déforestation ». L’équipe de Germain Bayon, géochimiste à l’Institut français de recherche pour l'exploitation de la mer à Plouzané, suggère que les ancêtres des actuelles ethnies bantous de l'actuel Nigeria et Cameroun, connus pour avoir entamé des migrations en Afrique il y a environ 4 000 ans, ont eu « un impact significatif sur la forêt tropicale » en déforestant pour l’agriculture et pour les forges permettant la métallurgie du fer.
En 2012, de nombreux paléobotanistes peinent encore à croire que les outils disponibles à l’époque aient pu permettre aux premiers bantous de la région d’abattre assez d’arbres pour causer des érosions de cette importance, plus graves que celles produites par les abattis avec agriculture sur brûlis actuellement selon Katharina Neumann. D'autres estiment aussi qu'un réchauffement climatique a plutôt été en grande partie responsable de la perte de la forêt tropicale d'Afrique centrale, mais que les premiers Bantous ont effectivement pu exacerber un recul des forêts induit par un réchauffement. Bayon estime lui-même que ces données ne contredisent pas les théories existantes, mais illustrent « combien la combinaison de la culture et le climat peuvent affecter l'environnement. Les êtres humains peuvent avoir un impact énorme sur les processus naturels ». Pour David Harris, l'étude pose par contre des questions importantes concernant les impacts climatiques de la déforestation et d'autres activités humaines susceptibles d'exacerber les effets d’un changement climatique, « qui devraient nous inciter à plus de vigilance quant aux impacts contemporains de l'exploitation forestière, des transports modernes, des groupes déplacés par les conflits, et des marchés modernes pour l'alimentation et les produits forestiers ». Homo sapiens semble aussi responsable, en Eurasie et en Amérique du Nord, de l'extinction de presque toutes les espèces de la grande faune et mégafaune qui avait survécu à trois glaciations. La déforestation, qui a tendance à provoquer la réduction, voire la destruction du milieu de vie de nombreuses autres espèces (animales, végétales, fongiques, terrestres et aquatiques), est une pratique ancienne en zone tempérée de l'hémisphère nord, mais récente et très rapide au niveau des forêts tropicales et humides telles que celles d'Amérique du Sud et d'Indonésie et d'Afrique (Bassin du Congo par exemple). La disparition accélérée de groupes entiers d'espèces animales, végétales et fongiques qui en découle, est parfois qualifiée d'« extinction de l'Holocène » ou de « 6e extinction ».
L'agriculture intensive fait un usage important d'engrais et de pesticides qui peuvent avoir un impact sur l'environnement.
Un autre aspect important de l'impact des humains sur l'environnement est le fait qu'ils transportent de nombreuses espèces domestiques ou synanthropes ; soit un vecteur conséquent d'échanges biotiques intercontinentaux. Un exemple très significatif d'un tel échange est l'échange colombien, déjà évoqué.
Outre sa capacité à faire disparaître des espèces, l'humain influe aussi sur l'évolution d'un bon nombre d'entre elles, notamment du fait de la domestication. De façon plus directe encore, il est aussi capable de modifier le génome de certaines espèces en ayant recours pour cela non pas à la sélection artificielle, mais à une manipulation directe du noyau des cellules germinales, par diverses techniques dite de génie génétique. Ces techniques peuvent consister notamment à prélever des gènes chez une espèce et à les introduire dans le génome d'une espèce qui peut être d'un taxon complètement différent : par exemple, le gène de synthèse de la soie d'un arachnide implanté dans le génome d'une espèce de caprin, ou encore un gène bactérien implanté dans le génome du maïs pour lui permettre de résister au glyphosate. Cette pratique appelée transgénèse fait de l'espèce humaine un vecteur de transfection, ou transfert horizontal de gènes, entre des lignées évolutives séparées depuis plusieurs ères géologiques, ou même plusieurs éons.
Au début du XXIe siècle, une espèce de type bactérien, dont le génome a été entièrement conçu par ordinateur, a été créée pour la première fois. On ignore à l'heure actuelle quel pourrait être l'impact de ces productions humaines sur l'environnement à long terme, mais d'ores et déjà l'apparition de ces espèces, par un processus qui ne relève pas de la théorie synthétique de l'évolution, constitue un évènement sans précédent dans l'histoire de la vie sur Terre. La mise au point récente des techniques dites de forçage génétique constitue aussi un jalon remarquable car il permet à des gènes d'être transmis par reproduction sexuée sans pour autant respecter les lois de Mendel.
L'activité humaine produit aussi annuellement environ quarante milliards de tonnes de dioxyde de carbone principalement par l'utilisation de combustibles fossiles comme source primaire d'énergie, ce qui fait de l'espèce humaine le premier facteur biotique de production de ce gaz. Les quantités dégagées sont très importantes, même par rapport aux facteurs de production abiotiques tels que le volcanisme, qui en émet environ cent fois moins. Cette production a entraîné une augmentation sensible de la quantité de CO2 dans l'atmosphère. Le dioxyde de carbone étant un gaz à effet de serre, ces taux élevés dans l'atmosphère sont considérés comme l'un des facteurs prépondérants pour expliquer le réchauffement climatique.